# Circuitul ATP 2022
ATP Tour 2022 reprezintă o serie de turnee de tenis pentru bărbați, organizate de Asociația Profesioniștilor din Tenis (ATP) pentru sezonul 2022 de tenis. Calendarul ATP Tour 2022 cuprinde turneele de Grand Slam (supravegheate de Federația Internațională de Tenis), Turneul Campionilor, ATP Tour Masters 1000, Cupa ATP, seria ATP Tour 500 și seria ATP Tour 250). De asemenea, sunt incluse în calendarul 2022 Cupa Davis (organizată de ITF), Finala ATP Next Gen, Cupa Laver, însă nici unul dintre acestea nu distribuie puncte de clasament.
Ca parte a reacției sportive internaționale la invazia rusă a Ucrainei, ATP, WTA (Women's Tennis Association), ITF și cele patru turnee de Grand Slam au anunțat împreună că jucătorii din Belarus și Rusia nu vor avea voie să joace sub nume sau steaguri ale țărilor lor, dar rămân eligibili pentru a juca evenimente până la o nouă notificare.

## Lista cronologică a turneelor
Acesta este programul evenimentelor din calendarul 2022.
| Grand Slam       |
| ATP Finals       |
| ATP Masters 1000 |
| ATP Tour 500     |
| ATP Tour 250     |
| Turnee de echipă |

### Ianuarie
| Săptă mâna    | Turneu | Campioni                                                   | Finaliști                                 | Semifinaliști                          | Sfert-finaliști                                                      |
| ------------- | --- | ---------------------------------------------------------- | ----------------------------------------- | -------------------------------------- | -------------------------------------------------------------------- |
| 3 ian         | Cupa ATP Sydney, Australia ATP Cup 10.000.000 $ – Dură – 16 echipe                                             | Canada 2–0                                                 | Spania                                    | Polonia Rusia                          |                                                                      |
| 3 ian         | Adelaide International 1 Adelaide, Australia ATP 250 416.800 $ – Dură – 28S/16Q/24D                            | Gaël Monfils 6–4, 6–4                                      | Karen Haceanov                            | Thanasi Kokkinakis Marin Čilić         | Tommy Paul Mikael Ymer Laslo Đere Egor Gerasimov                     |
| 3 ian         | Adelaide International 1 Adelaide, Australia ATP 250 416.800 $ – Dură – 28S/16Q/24D                            | Rohan Bopanna Ramkumar Ramanathan 7–6(8–6), 6–1            | Ivan Dodig Marcelo Melo                   | Thanasi Kokkinakis Marin Čilić         | Tommy Paul Mikael Ymer Laslo Đere Egor Gerasimov                     |
| 3 ian         | Melbourne Summer Set Melbourne, Australia ATP 250 521.000 $ – Dură – 28S/16Q/24D                               | Rafael Nadal 7–6(8–6), 6–3                                 | Maxime Cressy                             | Emil Ruusuvuori Grigor Dimitrov        | Tallon Griekspoor Alex Molčan Botic Zandschulp Jaume Munar           |
| 3 ian         | Melbourne Summer Set Melbourne, Australia ATP 250 521.000 $ – Dură – 28S/16Q/24D                               | Wesley Koolhof Neal Skupski 6–4, 6–4                       | Aleksandr Nedovyesov Aisam-ul-Haq Qureshi | Emil Ruusuvuori Grigor Dimitrov        | Tallon Griekspoor Alex Molčan Botic Zandschulp Jaume Munar           |
| 10 ian        | Sydney Tennis Classic Sydney, Australia ATP 250 521.000 $ – Dură – 28S/16Q/24D                                 | Aslan Karațev 6–3, 6–3                                     | Andy Murray                               | Daniel Evans Reilly Opelka             | Lorenzo Sonego Maxime Cressy Brandon Nakashima David Goffin          |
| 10 ian        | Sydney Tennis Classic Sydney, Australia ATP 250 521.000 $ – Dură – 28S/16Q/24D                                 | John Peers Filip Polášek 7–5, 7–5                          | Simone Bolelli Fabio Fognini              | Daniel Evans Reilly Opelka             | Lorenzo Sonego Maxime Cressy Brandon Nakashima David Goffin          |
| 10 ian        | Adelaide International 2 Adelaide, Australia ATP 250 493.875 $ – Dură – 28S/16Q/24D                            | Thanasi Kokkinakis 6–7(6–8), 7–6(7–5), 6–3                 | Arthur Rinderknech                        | Corentin Moutet Marin Čilić            | Thiago Monteiro Karen Haceanov Tommy Paul Aleksandar Vukic           |
| 10 ian        | Adelaide International 2 Adelaide, Australia ATP 250 493.875 $ – Dură – 28S/16Q/24D                            | Wesley Koolhof Neal Skupski 7–6(7–5), 6–4                  | Ariel Behar Gonzalo Escobar               | Corentin Moutet Marin Čilić            | Thiago Monteiro Karen Haceanov Tommy Paul Aleksandar Vukic           |
| 17 ian 24 ian | Australian Open Melbourne, Australia Grand Slam 33.784.200 A$ – Dură – 128S/128Q/64D/32X Simplu – Dublu – Mixt | Rafael Nadal 2–6, 6–7(5–7), 6–4, 6–4, 7–5                  | Daniil Medvedev                           | Matteo Berrettini Stefanos Tsitsipas   | Gaël Monfils Denis Șapovalov Jannik Sinner Félix Auger-Aliassime     |
| 17 ian 24 ian | Australian Open Melbourne, Australia Grand Slam 33.784.200 A$ – Dură – 128S/128Q/64D/32X Simplu – Dublu – Mixt | Thanasi Kokkinakis Nick Kyrgios 7–5, 6–4                   | Matthew Ebden Max Purcell                 | Matteo Berrettini Stefanos Tsitsipas   | Gaël Monfils Denis Șapovalov Jannik Sinner Félix Auger-Aliassime     |
| 17 ian 24 ian | Australian Open Melbourne, Australia Grand Slam 33.784.200 A$ – Dură – 128S/128Q/64D/32X Simplu – Dublu – Mixt | Kristina Mladenovic Ivan Dodig 6–3, 6–4                    | Jaimee Fourlis Jason Kubler               | Matteo Berrettini Stefanos Tsitsipas   | Gaël Monfils Denis Șapovalov Jannik Sinner Félix Auger-Aliassime     |
| 31 ian        | Open Sud de France Montpellier, Franța ATP 250 490.990 € – Dură – 28S/16Q/16D                                  | Alexander Bublik 6–4, 6–3                                  | Alexander Zverev                          | Mikael Ymer Filip Krajinović           | Adrian Mannarino Richard Gasquet Damir Džumhur Roberto Bautista Agut |
| 31 ian        | Open Sud de France Montpellier, Franța ATP 250 490.990 € – Dură – 28S/16Q/16D                                  | Pierre-Hugues Herbert Nicolas Mahut 4–6, 7–6(7–3), [12–10] | Lloyd Glasspool Harri Heliövaara          | Mikael Ymer Filip Krajinović           | Adrian Mannarino Richard Gasquet Damir Džumhur Roberto Bautista Agut |
| 31 ian        | Maharashtra Open Pune, India ATP 250 493.875 $ – Dură – 28S/16Q/16D                                            | João Sousa 7–6(11–9), 4–6, 6–1                             | Emil Ruusuvuori                           | Elias Ymer Kamil Majchrzak             | Stefano Travaglia Daniel Altmaier Jiří Veselý Lorenzo Musetti        |
| 31 ian        | Maharashtra Open Pune, India ATP 250 493.875 $ – Dură – 28S/16Q/16D                                            | Rohan Bopanna Ramkumar Ramanathan 6–7(10–12), 6–3, [10–6]  | Luke Saville John-Patrick Smith           | Elias Ymer Kamil Majchrzak             | Stefano Travaglia Daniel Altmaier Jiří Veselý Lorenzo Musetti        |
| 31 ian        | Córdoba Open Córdoba, Argentina ATP 250 493.875 $ – Zgură (roșie) – 28S/16Q/16D                                | Albert Ramos Viñolas 4–6, 6–3, 6–4                         | Alejandro Tabilo                          | Diego Schwartzman Juan Ignacio Londero | Daniel Elahi Galán Sebastián Báez Lorenzo Sonego Nikola Milojević    |
| 31 ian        | Córdoba Open Córdoba, Argentina ATP 250 493.875 $ – Zgură (roșie) – 28S/16Q/16D                                | Santiago González Andrés Molteni 7–5, 6–3                  | Andrej Martin Tristan-Samuel Weissborn    | Diego Schwartzman Juan Ignacio Londero | Daniel Elahi Galán Sebastián Báez Lorenzo Sonego Nikola Milojević    |

### Februarie
| Săptă mâna | Turneu | Campioni | Finaliști | Semifinaliști                         | Sfert-finaliști                                                          |
| ---------- | --- | --- | --- | ------------------------------------- | ------------------------------------------------------------------------ |
| 7 feb      | Rotterdam Open Rotterdam, Țările de Jos ATP 500 1.349.070 € – Dură – 32S/16Q/16D Simplu – Dublu | Félix Auger-Aliassime 6–4, 6–2 | Stefanos Tsitsipas                                                                                            | Jiří Lehečka Andrei Rubliov           | Alex de Minaur Lorenzo Musetti Cameron Norrie Márton Fucsovics           |
| 7 feb      | Rotterdam Open Rotterdam, Țările de Jos ATP 500 1.349.070 € – Dură – 32S/16Q/16D Simplu – Dublu | Robin Haase Matwé Middelkoop 4–6, 7–6(7–5), [10–5] | Lloyd Harris Tim Pütz                                                                                         | Jiří Lehečka Andrei Rubliov           | Alex de Minaur Lorenzo Musetti Cameron Norrie Márton Fucsovics           |
| 7 feb      | Argentina Open Buenos Aires, Argentina ATP Tour 250 686.700 $ – Zgură (roșie) – 28S/32Q/16D | Casper Ruud 5–7, 6–2, 6–3 | Diego Schwartzman                                                                                             | Federico Delbonis Lorenzo Sonego      | Federico Coria Fabio Fognini Fernando Verdasco Francisco Cerúndolo       |
| 7 feb      | Argentina Open Buenos Aires, Argentina ATP Tour 250 686.700 $ – Zgură (roșie) – 28S/32Q/16D | Santiago González Andrés Molteni 6–1, 6–1 | Fabio Fognini Horacio Zeballos                                                                                | Federico Delbonis Lorenzo Sonego      | Federico Coria Fabio Fognini Fernando Verdasco Francisco Cerúndolo       |
| 7 feb      | Dallas Open Dallas, Statele Unite ATP Tour 250 792.980 $ – Dură – 28S/32Q/16D | Reilly Opelka 7–6(7–5), 7–6(7–3) | Jenson Brooksby                                                                                               | Marcos Giron John Isner               | Taylor Fritz Jordan Thompson Vasek Pospisil Adrian Mannarino             |
| 7 feb      | Dallas Open Dallas, Statele Unite ATP Tour 250 792.980 $ – Dură – 28S/32Q/16D | Marcelo Arévalo Jean-Julien Rojer 7–6(7–4), 6–4 | Harri Heliövaara Lloyd Glasspool                                                                              | Marcos Giron John Isner               | Taylor Fritz Jordan Thompson Vasek Pospisil Adrian Mannarino             |
| 14 feb     | Rio Open Rio de Janeiro, Brazilia ATP 500 1.815.115 $ – Zgură – 28S/16Q/16D Simplu – Dublu | Carlos Alcaraz 6–4, 6–2 | Diego Schwartzman                                                                                             | Fabio Fognini Francisco Cerúndolo     | Matteo Berrettini Federico Coria Pablo Andújar Miomir Kecmanović         |
| 14 feb     | Rio Open Rio de Janeiro, Brazilia ATP 500 1.815.115 $ – Zgură – 28S/16Q/16D Simplu – Dublu | Simone Bolelli Fabio Fognini 7–5, 6–7(2–7), [10–6] | Jamie Murray Bruno Soares                                                                                     | Fabio Fognini Francisco Cerúndolo     | Matteo Berrettini Federico Coria Pablo Andújar Miomir Kecmanović         |
| 14 feb     | Open 13 Marseille, Franța ATP 250 622.610 € – Dură – 28S/16Q/16D | Andrei Rubliov 7–5, 7–6(7–4) | Félix Auger-Aliassime                                                                                         | Roman Safiullin Benjamin Bonzi        | Stefanos Tsitsipas Ilya Ivashka Aslan Karațev Lucas Pouille              |
| 14 feb     | Open 13 Marseille, Franța ATP 250 622.610 € – Dură – 28S/16Q/16D | Denys Molchanov Andrei Rubliov 4–6, 7–5, [10–7] | Raven Klaasen Ben McLachlan                                                                                   | Roman Safiullin Benjamin Bonzi        | Stefanos Tsitsipas Ilya Ivashka Aslan Karațev Lucas Pouille              |
| 14 feb     | Delray Beach Open Delray Beach, Statele Unite ATP 250 664.275 $ – Dură – 28S/32Q/16D | Cameron Norrie 7–6(7–1), 7–6(7–4) | Reilly Opelka                                                                                                 | Tommy Paul John Millman               | Sebastian Korda Stefan Kozlov Grigor Dimitrov Adrian Mannarino           |
| 14 feb     | Delray Beach Open Delray Beach, Statele Unite ATP 250 664.275 $ – Dură – 28S/32Q/16D | Marcelo Arévalo Jean-Julien Rojer 6–2, 6–7(5–7), [10–4] | Aleksandr Nedovyesov Aisam-ul-Haq Qureshi                                                                     | Tommy Paul John Millman               | Sebastian Korda Stefan Kozlov Grigor Dimitrov Adrian Mannarino           |
| 14 feb     | Qatar Open Doha, Qatar ATP 250 1.176.595 $ – Dură – 28S/16Q/16D | Roberto Bautista Agut 6–3, 6–4 | Nikoloz Basilașvili                                                                                           | Arthur Rinderknech Karen Haceanov     | Denis Șapovalov Márton Fucsovics Marin Čilić Alejandro Davidovich Fokina |
| 14 feb     | Qatar Open Doha, Qatar ATP 250 1.176.595 $ – Dură – 28S/16Q/16D | Wesley Koolhof Neal Skupski 7–6(7–4), 6–1 | Rohan Bopanna Denis Șapovalov                                                                                 | Arthur Rinderknech Karen Haceanov     | Denis Șapovalov Márton Fucsovics Marin Čilić Alejandro Davidovich Fokina |
| 21 feb     | Dubai Tennis Championships Dubai, Emiratele Arabe Unite ATP Tour 500 2.390.695 $ – Dură – 32S/16Q/16D Simplu – Dublu | Andrei Rubliov 6–3, 6–4 | Jiří Veselý                                                                                                   | Denis Șapovalov Hubert Hurkacz        | Novak Djokovic Ričardas Berankis Jannik Sinner Mackenzie McDonald        |
| 21 feb     | Dubai Tennis Championships Dubai, Emiratele Arabe Unite ATP Tour 500 2.390.695 $ – Dură – 32S/16Q/16D Simplu – Dublu | Tim Pütz Michael Venus 6–3, 6–7(5–7), [16–14] | Nikola Mektić Mate Pavić                                                                                      | Denis Șapovalov Hubert Hurkacz        | Novak Djokovic Ričardas Berankis Jannik Sinner Mackenzie McDonald        |
| 21 feb     | Mexican Open Acapulco, Mexic ATP Tour 500 1.832.890 $ – Dură – 32S/16Q/16D Simplu – Dublu | Rafael Nadal 6–4, 6–4 | Cameron Norrie                                                                                                | Daniil Medvedev Stefanos Tsitsipas    | Yoshihito Nishioka Tommy Paul Marcos Giron Peter Gojowczyk               |
| 21 feb     | Mexican Open Acapulco, Mexic ATP Tour 500 1.832.890 $ – Dură – 32S/16Q/16D Simplu – Dublu | Feliciano López Stefanos Tsitsipas 7–5, 6–4 | Marcelo Arévalo Jean-Julien Rojer                                                                             | Daniil Medvedev Stefanos Tsitsipas    | Yoshihito Nishioka Tommy Paul Marcos Giron Peter Gojowczyk               |
| 21 feb     | Chile Open Santiago, Chile ATP Tour 250 546.340 $ – Zgură(roșie) – 28S/16Q/16D | Pedro Martínez 4–6, 6–4, 6–4 | Sebastián Báez                                                                                                | Alejandro Tabilo Albert Ramos Viñolas | Miomir Kecmanović Yannick Hanfmann Thiago Monteiro Facundo Bagnis        |
| 21 feb     | Chile Open Santiago, Chile ATP Tour 250 546.340 $ – Zgură(roșie) – 28S/16Q/16D | Rafael Matos Felipe Meligeni Alves 7–6(10–8), 7–6(7–3) | André Göransson Nathaniel Lammons                                                                             | Alejandro Tabilo Albert Ramos Viñolas | Miomir Kecmanović Yannick Hanfmann Thiago Monteiro Facundo Bagnis        |
| 28 feb     | Rundă calificare Cupa Davis Buenos Aires, Argentina – Zgură Pau, Franța – Dură Marbella, Spania – Zgură Reno, Statele Unite – Dură Haga, Țările de Jos – Zgură Sydney, Australia – Dură Seul, Coreea de Sud – Dură Rio de Janeiro, Brazilia - Zgură | Câștigătorii rundei de calificare · Argentina 4–0 · Franța 3–0 · Spania 3–1 · Statele Unite 3–0 · Țările de Jos 3–0 · Australia 3–2 · Coreea de Sud 3–1 · Germania 3–1 | Perdanții rundei de calificare · Cehia · Ecuador · România · Columbia · Canada · Ungaria · Austria · Brazilia |                                       |                                                                          |

### Martie
| Săptă mâna    | Turneu | Campioni                                | Finaliști                                | Semifinaliști                      | Sfert-finaliști                                                        |
| ------------- | --- | --------------------------------------- | ---------------------------------------- | ---------------------------------- | ---------------------------------------------------------------------- |
| 7 mar 14 mar  | Indian Wells Masters Indian Wells, Statele Unite ATP Masters 1000 9.554.920 $ – Dură – 96S/48Q/32D Simplu – Dublu | Taylor Fritz 6–3, 7–6(7–5)              | Rafael Nadal                             | Carlos Alcaraz · Andrei Rubliov    | Cameron Norrie Nick Kyrgios Miomir Kecmanović Grigor Dimitrov          |
| 7 mar 14 mar  | Indian Wells Masters Indian Wells, Statele Unite ATP Masters 1000 9.554.920 $ – Dură – 96S/48Q/32D Simplu – Dublu | John Isner Jack Sock 7–6(7–4), 6–3      | Santiago González Édouard Roger-Vasselin | Carlos Alcaraz · Andrei Rubliov    | Cameron Norrie Nick Kyrgios Miomir Kecmanović Grigor Dimitrov          |
| 21 mar 28 mar | Miami Open Miami Gardens, Statele Unite ATP Masters 1000 9.554.920 $ – Dură – 96S/48Q/32D Simplu – Dublu          | Carlos Alcaraz 7–5, 6–4                 | Casper Ruud                              | Hubert Hurkacz Francisco Cerúndolo | Daniil Medvedev · Miomir Kecmanović · Jannik Sinner · Alexander Zverev |
| 21 mar 28 mar | Miami Open Miami Gardens, Statele Unite ATP Masters 1000 9.554.920 $ – Dură – 96S/48Q/32D Simplu – Dublu          | Hubert Hurkacz John Isner 7–6(7–5), 6–4 | Wesley Koolhof Neal Skupski              | Hubert Hurkacz Francisco Cerúndolo | Daniil Medvedev · Miomir Kecmanović · Jannik Sinner · Alexander Zverev |

### Aprilie
| Săptă mâna | Turneu | Campioni                                               | Finaliști                         | Semifinaliști                        | Sfert-finaliști                                                                     |
| ---------- | --- | ------------------------------------------------------ | --------------------------------- | ------------------------------------ | ----------------------------------------------------------------------------------- |
| 4 apr      | U.S. Men's Clay Court Championships Houston, Statele Unite ATP Tour 250 665.330 $ – Zgură (maro) – 28S/16Q/16D      | Reilly Opelka 6–3, 7–6(9–7)                            | John Isner                        | Nick Kyrgios Cristian Garín          | Michael Mmoh Gijs Brouwer Frances Tiafoe Taylor Fritz                               |
| 4 apr      | U.S. Men's Clay Court Championships Houston, Statele Unite ATP Tour 250 665.330 $ – Zgură (maro) – 28S/16Q/16D      | Matthew Ebden Max Purcell 6–3, 6–3                     | Ivan Sabanov Matej Sabanov        | Nick Kyrgios Cristian Garín          | Michael Mmoh Gijs Brouwer Frances Tiafoe Taylor Fritz                               |
| 4 apr      | Grand Prix Hassan II Marrakesh, Maroc ATP Tour 250 597.900 € – Zgură – 28S/16Q/16D                                  | David Goffin 3–6, 6–3, 6–3                             | Alex Molčan                       | Laslo Đere Federico Coria            | Botic van de Zandschulp Lorenzo Musetti Richard Gasquet Roberto Carballés Baena     |
| 4 apr      | Grand Prix Hassan II Marrakesh, Maroc ATP Tour 250 597.900 € – Zgură – 28S/16Q/16D                                  | Rafael Matos David Vega Hernández 6–1, 7–5             | Andrea Vavassori Jan Zieliński    | Laslo Đere Federico Coria            | Botic van de Zandschulp Lorenzo Musetti Richard Gasquet Roberto Carballés Baena     |
| 11 apr     | Monte-Carlo Masters Roquebrune-Cap-Martin, Franța ATP Masters 1000 5.802.475 € – Zgură – 56S/28Q/28D Simplu – Dublu | Stefanos Tsitsipas 6−3, 7–6(7–3)                       | Alejandro Davidovici Fokina       | Grigor Dimitrov Alexander Zverev     | Taylor Fritz Hubert Hurkacz Diego Schwartzman Jannik Sinner                         |
| 11 apr     | Monte-Carlo Masters Roquebrune-Cap-Martin, Franța ATP Masters 1000 5.802.475 € – Zgură – 56S/28Q/28D Simplu – Dublu | Rajeev Ram Joe Salisbury 6–4, 3–6, [10–7]              | Juan Sebastián Cabal Robert Farah | Grigor Dimitrov Alexander Zverev     | Taylor Fritz Hubert Hurkacz Diego Schwartzman Jannik Sinner                         |
| 18 apr     | Barcelona Open Barcelona, Spania ATP 500 2.802.580 € – Zgură – 48S/24Q/16D Simplu – Dublu                           | Carlos Alcaraz 6–3, 6–2                                | Pablo Carreño Busta               | Alex de Minaur Diego Schwartzman     | Stefanos Tsitsipas Cameron Norrie Félix Auger-Aliassime Casper Ruud                 |
| 18 apr     | Barcelona Open Barcelona, Spania ATP 500 2.802.580 € – Zgură – 48S/24Q/16D Simplu – Dublu                           | Kevin Krawietz Andreas Mies 6–7(3–7), 7–6(7–5), [10–6] | Wesley Koolhof Neal Skupski       | Alex de Minaur Diego Schwartzman     | Stefanos Tsitsipas Cameron Norrie Félix Auger-Aliassime Casper Ruud                 |
| 18 apr     | Serbia Open Belgrad, Serbia ATP 250 597.900 € – Zgură – 28S/16Q/16D                                                 | Andrei Rubliov · 6–2, 6–7(4–7), 6–0                    | Novak Djokovic                    | Karen Haceanov · Fabio Fognini       | Miomir Kecmanović Thiago Monteiro Oscar Otte Taro Daniel                            |
| 18 apr     | Serbia Open Belgrad, Serbia ATP 250 597.900 € – Zgură – 28S/16Q/16D                                                 | Ariel Behar Gonzalo Escobar 6–2, 3–6, [10–7]           | Nikola Mektić Mate Pavić          | Karen Haceanov · Fabio Fognini       | Miomir Kecmanović Thiago Monteiro Oscar Otte Taro Daniel                            |
| 25 apr     | Estoril Open Cascais, Portugalia ATP Tour 250 597.900 € – Zgură – 28S/16Q/16D                                       | Sebastián Báez 6–3, 6–2                                | Frances Tiafoe                    | Sebastian Korda Albert Ramos Viñolas | Félix Auger-Aliassime Alejandro Davidovici Fokina Richard Gasquet Fernando Verdasco |
| 25 apr     | Estoril Open Cascais, Portugalia ATP Tour 250 597.900 € – Zgură – 28S/16Q/16D                                       | Nuno Borges Francisco Cabral 6–2, 6–3                  | Máximo González André Göransson   | Sebastian Korda Albert Ramos Viñolas | Félix Auger-Aliassime Alejandro Davidovici Fokina Richard Gasquet Fernando Verdasco |
| 25 apr     | Bavarian International Tennis Championships Munchen, Germania ATP Tour 250 597.900 € – Zgură – 28S/16Q/16D          | Holger Rune 3–4 ret.                                   | Botic van de Zandschulp           | Oscar Otte Miomir Kecmanović         | Emil Ruusuvuori Alejandro Tabilo Nikoloz Basilașvili Casper Ruud                    |
| 25 apr     | Bavarian International Tennis Championships Munchen, Germania ATP Tour 250 597.900 € – Zgură – 28S/16Q/16D          | Kevin Krawietz Andreas Mies 4–6, 6–4, [10–7]           | Rafael Matos David Vega Hernández | Oscar Otte Miomir Kecmanović         | Emil Ruusuvuori Alejandro Tabilo Nikoloz Basilașvili Casper Ruud                    |

### Mai
| Săptă mâna    | Turneu                                                                                              | Campioni                                                  | Finaliști                         | Semifinaliști                     | Sfert-finaliști                                                        |
| ------------- | --------------------------------------------------------------------------------------------------- | --------------------------------------------------------- | --------------------------------- | --------------------------------- | ---------------------------------------------------------------------- |
| 2 mai         | Madrid Open Madrid, Spania ATP Tour 1000 7.499.290 € – Zgură – 56S/28Q/28D Simplu – Dublu           | Carlos Alcaraz 6–3, 6–1                                   | Alexander Zverev                  | Novak Djokovic Stefanos Tsitsipas | Hubert Hurkacz · Rafael Nadal · Andrei Rubliov · Félix Auger-Aliassime |
| 2 mai         | Madrid Open Madrid, Spania ATP Tour 1000 7.499.290 € – Zgură – 56S/28Q/28D Simplu – Dublu           | Wesley Koolhof Neal Skupski 6–7(4–7), 6–4, [10–5]         | Juan Sebastián Cabal Robert Farah | Novak Djokovic Stefanos Tsitsipas | Hubert Hurkacz · Rafael Nadal · Andrei Rubliov · Félix Auger-Aliassime |
| 9 mai         | Italian Open Roma, Italia ATP Tour 1000 6.008.725 € – Zgură – 56S/28Q/32D Simplu – Dublu            | Novak Djokovic 6–0, 7–6(7–5)                              | Stefanos Tsitsipas                | Casper Ruud Alexander Zverev      | Félix Auger-Aliassime Denis Shapovalov Jannik Sinner Cristian Garín    |
| 9 mai         | Italian Open Roma, Italia ATP Tour 1000 6.008.725 € – Zgură – 56S/28Q/32D Simplu – Dublu            | Nikola Mektić Mate Pavić 6–2, 6–7(6–8), [12–10]           | John Isner Diego Schwartzman      | Casper Ruud Alexander Zverev      | Félix Auger-Aliassime Denis Shapovalov Jannik Sinner Cristian Garín    |
| 16 mai        | Geneva Open Geneva, Elveția ATP 250 597.900 € – Zgură – 28S/16Q/16D                                 | Casper Ruud 7–6(7–3), 4–6, 7–6(7–1)                       | João Sousa                        | Richard Gasquet Reilly Opelka     | Kamil Majchrzak Ilya Ivashka Tallon Griekspoor Thanasi Kokkinakis      |
| 16 mai        | Geneva Open Geneva, Elveția ATP 250 597.900 € – Zgură – 28S/16Q/16D                                 | Nikola Mektić Mate Pavić 2–6, 6–2, [10–3]                 | Pablo Andújar Matwé Middelkoop    | Richard Gasquet Reilly Opelka     | Kamil Majchrzak Ilya Ivashka Tallon Griekspoor Thanasi Kokkinakis      |
| 16 mai        | Lyon Open Lyon, Franța ATP 250 597.900 € – Zgură – 28S/16Q/16D                                      | Cameron Norrie 6–3, 6–7(3–7), 6–1                         | Alex Molčan                       | Holger Rune Alex de Minaur        | Sebastián Báez Manuel Guinard Yosuke Watanuki Federico Coria           |
| 16 mai        | Lyon Open Lyon, Franța ATP 250 597.900 € – Zgură – 28S/16Q/16D                                      | Ivan Dodig Austin Krajicek 6–3, 6–4                       | Máximo González Marcelo Melo      | Holger Rune Alex de Minaur        | Sebastián Báez Manuel Guinard Yosuke Watanuki Federico Coria           |
| 23 mai 30 mai | French Open Paris, Franța Grand Slam 42.661.000 € – Zgură – 128S/128Q/64D/32X Simplu – Dublu – Mixt | Rafael Nadal 6–3, 6–3, 6–0                                | Casper Ruud                       | Alexander Zverev Marin Čilić      | Novak Djokovic Carlos Alcaraz Holger Rune Andrei Rubliov               |
| 23 mai 30 mai | French Open Paris, Franța Grand Slam 42.661.000 € – Zgură – 128S/128Q/64D/32X Simplu – Dublu – Mixt | Marcelo Arévalo Jean-Julien Rojer 6–7(4–7), 7–6(7–5), 6–3 | Ivan Dodig Austin Krajicek        | Alexander Zverev Marin Čilić      | Novak Djokovic Carlos Alcaraz Holger Rune Andrei Rubliov               |
| 23 mai 30 mai | French Open Paris, Franța Grand Slam 42.661.000 € – Zgură – 128S/128Q/64D/32X Simplu – Dublu – Mixt | Ena Shibahara Wesley Koolhof 7–6(7–5), 6–2                | Ulrikke Eikeri Joran Vliegen      | Alexander Zverev Marin Čilić      | Novak Djokovic Carlos Alcaraz Holger Rune Andrei Rubliov               |

### Iunie
| Săptă mâna   | Turneu | Campioni                                                          | Finaliști                        | Semifinaliști                          | Sfert-finaliști                                                                |
| ------------ | --- | ----------------------------------------------------------------- | -------------------------------- | -------------------------------------- | ------------------------------------------------------------------------------ |
| 6 iun        | Rosmalen Grass Court Championships 's-Hertogenbosch, Țările de Jos ATP Tour 250 725.540 € – Iarbă – 28S/16Q/16D | Tim van Rijthoven 6–4, 6–1                                        | Daniil Medvedev                  | Adrian Mannarino Félix Auger-Aliassime | Ilia Ivașka Brandon Nakashima Hugo Gaston Karen Haceanov                       |
| 6 iun        | Rosmalen Grass Court Championships 's-Hertogenbosch, Țările de Jos ATP Tour 250 725.540 € – Iarbă – 28S/16Q/16D | Wesley Koolhof Neal Skupski 4–6, 7–5, [10–6]                      | Matthew Ebden Max Purcell        | Adrian Mannarino Félix Auger-Aliassime | Ilia Ivașka Brandon Nakashima Hugo Gaston Karen Haceanov                       |
| 6 iun        | ATP Stuttgart Stuttgart, Germania ATP Tour 250 769.645 € – Iarbă – 28S/16Q/16D                                  | Matteo Berrettini 6–4, 5–7, 6–3                                   | Andy Murray                      | Nick Kyrgios Oscar Otte                | Stefanos Tsitsipas Márton Fucsovics Benjamin Bonzi Lorenzo Sonego              |
| 6 iun        | ATP Stuttgart Stuttgart, Germania ATP Tour 250 769.645 € – Iarbă – 28S/16Q/16D                                  | Hubert Hurkacz Mate Pavić 7–6(7–3), 7–6(7–5)                      | Tim Pütz Michael Venus           | Nick Kyrgios Oscar Otte                | Stefanos Tsitsipas Márton Fucsovics Benjamin Bonzi Lorenzo Sonego              |
| 13 iun       | Halle Open Halle, Germania ATP Tour 500 2.275.275 € – Iarbă – 32S/24Q/24D Simplu – Dublu                        | Hubert Hurkacz 6–1, 6–4                                           | Daniil Medvedev                  | Oscar Otte Nick Kyrgios                | Roberto Bautista Agut Karen Haceanov Félix Auger-Aliassime Pablo Carreño Busta |
| 13 iun       | Halle Open Halle, Germania ATP Tour 500 2.275.275 € – Iarbă – 32S/24Q/24D Simplu – Dublu                        | Marcel Granollers Horacio Zeballos 6–4, 6–7(5–7), [14–12]         | Tim Pütz Michael Venus           | Oscar Otte Nick Kyrgios                | Roberto Bautista Agut Karen Haceanov Félix Auger-Aliassime Pablo Carreño Busta |
| 13 iun       | Queen's Club Championships Londra, Regatul Unit ATP Tour 500 2.275.275 € – Iarbă – 32S/16Q/24D Simplu – Dublu   | Matteo Berrettini                                                 | Filip Krajinović                 | Marin Čilić Botic van de Zandschulp    | Ryan Peniston Emil Ruusuvuori Alejandro Davidovici Fokina Tommy Paul           |
| 13 iun       | Queen's Club Championships Londra, Regatul Unit ATP Tour 500 2.275.275 € – Iarbă – 32S/16Q/24D Simplu – Dublu   | Nikola Mektić Mate Pavić 3–6, 7–6(7–3), [10–6]                    | Lloyd Glasspool Harri Heliövaara | Marin Čilić Botic van de Zandschulp    | Ryan Peniston Emil Ruusuvuori Alejandro Davidovici Fokina Tommy Paul           |
| 20 iun       | Eastbourne International Eastbourne, Regatul Unit ATP Tour 250 760.750 € – Iarbă – 28S/16Q/16D Simplu – Dublu   | Taylor Fritz 6–2, 6–7(4–7), 7–6(7–4)                              | Maxime Cressy                    | Jack Draper Alex de Minaur             | Cameron Norrie Ryan Peniston Alexander Bublik Tommy Paul                       |
| 20 iun       | Eastbourne International Eastbourne, Regatul Unit ATP Tour 250 760.750 € – Iarbă – 28S/16Q/16D Simplu – Dublu   | Nikola Mektić Mate Pavić 6–4, 6–2                                 | Matwé Middelkoop Luke Saville    | Jack Draper Alex de Minaur             | Cameron Norrie Ryan Peniston Alexander Bublik Tommy Paul                       |
| 20 iun       | Mallorca Open Mallorca, Spania ATP Tour 250 951.745 €– Iarbă – 28S/16Q/16D                                      | Stefanos Tsitsipas 6–4, 3–6, 7–6(7–2)                             | Roberto Bautista Agut            | Antoine Bellier Benjamin Bonzi         | Daniil Medvedev Tallon Griekspoor Daniel Altmaier Marcos Giron                 |
| 20 iun       | Mallorca Open Mallorca, Spania ATP Tour 250 951.745 €– Iarbă – 28S/16Q/16D                                      | Rafael Matos David Vega Hernández 7–6(7–5), 6–7(6–8), [10–1]      | Ariel Behar Gonzalo Escobar      | Antoine Bellier Benjamin Bonzi         | Daniil Medvedev Tallon Griekspoor Daniel Altmaier Marcos Giron                 |
| 27 iun 4 iul | Wimbledon Londra, Regatul Unit Grand Slam 35.016.000 £ – Iarbă 128S/128Q/64D/48X Simplu – Dublu – Mixt          | Novak Djokovic 4–6, 6–3, 6–4, 7–6(7–3)                            | Nick Kyrgios                     | Cameron Norrie Rafael Nadal            | Jannik Sinner David Goffin Cristian Garín Taylor Fritz                         |
| 27 iun 4 iul | Wimbledon Londra, Regatul Unit Grand Slam 35.016.000 £ – Iarbă 128S/128Q/64D/48X Simplu – Dublu – Mixt          | Matthew Ebden Max Purcell 7–6(7–5), 6–7(3–7), 4–6, 6–4, 7–6(10–2) | Nikola Mektić Mate Pavić         | Cameron Norrie Rafael Nadal            | Jannik Sinner David Goffin Cristian Garín Taylor Fritz                         |
| 27 iun 4 iul | Wimbledon Londra, Regatul Unit Grand Slam 35.016.000 £ – Iarbă 128S/128Q/64D/48X Simplu – Dublu – Mixt          | Neal Skupski Desirae Krawczyk 6–4, 6–3                            | Matthew Ebden Samantha Stosur    | Cameron Norrie Rafael Nadal            | Jannik Sinner David Goffin Cristian Garín Taylor Fritz                         |

### Iulie
| Săptă mâna | Turneu                                                                                           | Campioni                                            | Finaliști                        | Semifinaliști                         | Sfert-finaliști                                                                 |
| ---------- | ------------------------------------------------------------------------------------------------ | --------------------------------------------------- | -------------------------------- | ------------------------------------- | ------------------------------------------------------------------------------- |
| 11 iul     | Swedish Open Båstad, Suedia ATP 250 597.900 € − Zgură − 28S/16Q/16D                              | Francisco Cerúndolo 7–6(7–4), 6–2                   | Sebastián Báez                   | Pablo Carreño Busta Andrei Rubliov    | Aslan Karațev Diego Schwartzman Dominic Thiem Laslo Đere                        |
| 11 iul     | Swedish Open Båstad, Suedia ATP 250 597.900 € − Zgură − 28S/16Q/16D                              | Rafael Matos David Vega Hernández 6–4, 3–6, [13–11] | Simone Bolelli Fabio Fognini     | Pablo Carreño Busta Andrei Rubliov    | Aslan Karațev Diego Schwartzman Dominic Thiem Laslo Đere                        |
| 11 iul     | Hall of Fame Open Newport, Statele Unite ATP 250 665.330 $ − Iarbă − 28S/16Q/16D                 | Maxime Cressy 2–6, 6–3, 7–6(7–3)                    | Alexander Bublik                 | Jason Kubler John Isner               | James Duckworth Andy Murray Steve Johnson Benjamin Bonzi                        |
| 11 iul     | Hall of Fame Open Newport, Statele Unite ATP 250 665.330 $ − Iarbă − 28S/16Q/16D                 | William Blumberg Steve Johnson 6–4, 7–5             | Raven Klaasen Marcelo Melo       | Jason Kubler John Isner               | James Duckworth Andy Murray Steve Johnson Benjamin Bonzi                        |
| 18 iul     | Hamburg European Open Hamburg, Germania ATP 500 1.911.620 € − Zgură − 32S/16Q/16D Simplu – Dublu | Lorenzo Musetti 6–4, 6–7(6–8), 6–4                  | Carlos Alcaraz                   | Alex Molčan Francisco Cerúndolo       | Karen Haceanov Borna Ćorić Alejandro Davidovici Fokina Aslan Karațev            |
| 18 iul     | Hamburg European Open Hamburg, Germania ATP 500 1.911.620 € − Zgură − 32S/16Q/16D Simplu – Dublu | Lloyd Glasspool Harri Heliövaara 6–2, 6–4           | Rohan Bopanna Matwé Middelkoop   | Alex Molčan Francisco Cerúndolo       | Karen Haceanov Borna Ćorić Alejandro Davidovici Fokina Aslan Karațev            |
| 18 iul     | Swiss Open Gstaad, Elveția ATP 250 597.900 € − Zgură − 28S/16Q/16D                               | Casper Ruud 4–6, 7–6(7–4), 6–2                      | Matteo Berrettini                | Albert Ramos Viñolas Dominic Thiem    | Jaume Munar Nicolás Jarry Juan Pablo Varillas Pedro Martínez                    |
| 18 iul     | Swiss Open Gstaad, Elveția ATP 250 597.900 € − Zgură − 28S/16Q/16D                               | Tomislav Brkić Francisco Cabral 6–4, 6–4            | Robin Haase Philipp Oswald       | Albert Ramos Viñolas Dominic Thiem    | Jaume Munar Nicolás Jarry Juan Pablo Varillas Pedro Martínez                    |
| 25 iul     | Atlanta Open Atlanta, Statele Unite ATP 250 792.980 $ − Dură − 28S/16Q/16D                       | Alex de Minaur 6–3, 6–3                             | Jenson Brooksby                  | Ilia Ivașka Frances Tiafoe            | Tommy Paul Adrian Mannarino Brandon Nakashima John Isner                        |
| 25 iul     | Atlanta Open Atlanta, Statele Unite ATP 250 792.980 $ − Dură − 28S/16Q/16D                       | Thanasi Kokkinakis Nick Kyrgios 7–6(7–4), 7–5       | Jason Kubler John Peers          | Ilia Ivașka Frances Tiafoe            | Tommy Paul Adrian Mannarino Brandon Nakashima John Isner                        |
| 25 iul     | Austrian Open Kitzbühel Kitzbühel, Austria ATP 250 597.900 € − Zgură − 28S/16Q/16D               | Roberto Bautista Agut 6–2, 6–2                      | Filip Misolic                    | Albert Ramos Viñolas Yannick Hanfmann | Pedro Martínez Jiří Lehečka Dušan Lajović Dominic Thiem                         |
| 25 iul     | Austrian Open Kitzbühel Kitzbühel, Austria ATP 250 597.900 € − Zgură − 28S/16Q/16D               | Pedro Martínez Lorenzo Sonego 5–7, 6–4, [10–8]      | Tim Pütz Michael Venus           | Albert Ramos Viñolas Yannick Hanfmann | Pedro Martínez Jiří Lehečka Dušan Lajović Dominic Thiem                         |
| 25 iul     | Croatia Open Umag, Croația ATP 250 597.900 € − Zgură − 28S/16Q/16D                               | Jannik Sinner 6–7(5–7), 6–1, 6–1                    | Carlos Alcaraz                   | Giulio Zeppieri Franco Agamenone      | Facundo Bagnis Bernabé Zapata Miralles Marco Cecchinato Roberto Carballés Baena |
| 25 iul     | Croatia Open Umag, Croația ATP 250 597.900 € − Zgură − 28S/16Q/16D                               | Simone Bolelli Fabio Fognini 5–7, 7–6(8–6), [10–7]  | Lloyd Glasspool Harri Heliövaara | Giulio Zeppieri Franco Agamenone      | Facundo Bagnis Bernabé Zapata Miralles Marco Cecchinato Roberto Carballés Baena |

### August
| Săptă mâna   | Turneu | Campioni                                     | Finaliști                               | Semifinaliști                              | Sfert-finaliști                                              |
| ------------ | --- | -------------------------------------------- | --------------------------------------- | ------------------------------------------ | ------------------------------------------------------------ |
| 1 aug        | Washington Open Washington, Statele Unite ATP 500 2.108.110 $ − Dură − 48S/16Q/16D Simplu – Dublu             | Nick Kyrgios 6–4, 6–3                        | Yoshihito Nishioka                      | Andrei Rubliov Mikael Ymer                 | J. J. Wolf Dan Evans Frances Tiafoe Sebastian Korda          |
| 1 aug        | Washington Open Washington, Statele Unite ATP 500 2.108.110 $ − Dură − 48S/16Q/16D Simplu – Dublu             | Nick Kyrgios Jack Sock 7–5, 6–4              | Ivan Dodig Austin Krajicek              | Andrei Rubliov Mikael Ymer                 | J. J. Wolf Dan Evans Frances Tiafoe Sebastian Korda          |
| 1 aug        | Los Cabos Open Cabo San Lucas, Mexic ATP 250 920.625 $ − Dură − 28S/16Q/16D                                   | Daniil Medvedev 7–5, 6–0                     | Cameron Norrie                          | Miomir Kecmanović Félix Auger-Aliassime    | Ričardas Berankis Brandon Nakashima Radu Albot Steve Johnson |
| 1 aug        | Los Cabos Open Cabo San Lucas, Mexic ATP 250 920.625 $ − Dură − 28S/16Q/16D                                   | William Blumberg Miomir Kecmanović 6–0, 6–1  | Raven Klaasen Marcelo Melo              | Miomir Kecmanović Félix Auger-Aliassime    | Ričardas Berankis Brandon Nakashima Radu Albot Steve Johnson |
| 8 aug        | Canadian Open Montreal, Canada ATP Tour 1000 6.573.785 $ − Dură − 56S/28Q/28D Simplu – Dublu                  | Pablo Carreño Busta 3–6, 6–3, 6–3            | Hubert Hurkacz                          | Casper Ruud Dan Evans                      | Nick Kyrgios Félix Auger-Aliassime Jack Draper Tommy Paul    |
| 8 aug        | Canadian Open Montreal, Canada ATP Tour 1000 6.573.785 $ − Dură − 56S/28Q/28D Simplu – Dublu                  | Wesley Koolhof Neal Skupski 6–2, 4–6, [10–6] | Dan Evans John Peers                    | Casper Ruud Dan Evans                      | Nick Kyrgios Félix Auger-Aliassime Jack Draper Tommy Paul    |
| 14 aug       | Cincinnati Masters Mason, Statele Unite ATP Tour 1000 6.971.275 $ − Dură − 56S/28Q/28D Simplu – Dublu         | Borna Ćorić 7–6(7–0), 6–2                    | Stefanos Tsitsipas                      | Daniil Medvedev Cameron Norrie             | Taylor Fritz John Isner Carlos Alcaraz Félix Auger-Aliassime |
| 14 aug       | Cincinnati Masters Mason, Statele Unite ATP Tour 1000 6.971.275 $ − Dură − 56S/28Q/28D Simplu – Dublu         | Rajeev Ram Joe Salisbury 7–6(7–4), 7–6(7–5)  | Tim Pütz Michael Venus                  | Daniil Medvedev Cameron Norrie             | Taylor Fritz John Isner Carlos Alcaraz Félix Auger-Aliassime |
| 22 aug       | Winston-Salem Open Winston-Salem, Statele Unite ATP 250 823.420 $ − Dură − 48S/16Q/16D                        | Adrian Mannarino 7–6(7–1), 6–4               | Laslo Đere                              | Marc-Andrea Hüsler Botic van de Zandschulp | Jack Draper Richard Gasquet Maxime Cressy Benjamin Bonzi     |
| 22 aug       | Winston-Salem Open Winston-Salem, Statele Unite ATP 250 823.420 $ − Dură − 48S/16Q/16D                        | Matthew Ebden Jamie Murray 6–4, 6–2          | Hugo Nys Jan Zieliński                  | Marc-Andrea Hüsler Botic van de Zandschulp | Jack Draper Richard Gasquet Maxime Cressy Benjamin Bonzi     |
| 29 aug 5 sep | US Open New York City, Statele Unite Grand Slam 60.102.000 $ − Dură − 128S/128Q/64D/32X Simplu – Dublu – Mixt | Carlos Alcaraz 6–4, 2–6, 7–6(7–1), 6–3       | Casper Ruud                             | Karen Haceanov Frances Tiafoe              | Nick Kyrgios Matteo Berrettini Jannik Sinner Andrei Rubliov  |
| 29 aug 5 sep | US Open New York City, Statele Unite Grand Slam 60.102.000 $ − Dură − 128S/128Q/64D/32X Simplu – Dublu – Mixt | Rajeev Ram Joe Salisbury 7–6(7–4), 7–5       | Wesley Koolhof Neal Skupski             | Karen Haceanov Frances Tiafoe              | Nick Kyrgios Matteo Berrettini Jannik Sinner Andrei Rubliov  |
| 29 aug 5 sep | US Open New York City, Statele Unite Grand Slam 60.102.000 $ − Dură − 128S/128Q/64D/32X Simplu – Dublu – Mixt | Storm Sanders John Peers 4–6, 6–4, [10–7]    | Kirsten Flipkens Édouard Roger-Vasselin | Karen Haceanov Frances Tiafoe              | Nick Kyrgios Matteo Berrettini Jannik Sinner Andrei Rubliov  |

### Septembrie
| Săptă mâna | Turneu | Campioni                                           | Finaliști                                    | Semifinaliști                        | Sfert-finaliști                                                       |
| ---------- | --- | -------------------------------------------------- | -------------------------------------------- | ------------------------------------ | --------------------------------------------------------------------- |
| 12 sep     | Faza grupelor Cupei Davis Bologna, Italia Glasgow, Regatul Unit Hamburg, Germania Valencia, Spania Dură – 16 echipe | Italia Spania Germania Țările de Jos               | Croația Canada Australia Statele Unite       |                                      |                                                                       |
| 19 sep     | Cupa Laver Londra, Marea Britanie Dură                                                                              | Echipa Restul Lumii 13–8                           | Echipa Europei                               |                                      |                                                                       |
| 19 sep     | Moselle Open Metz, Franța ATP 250 597.900 € – Dură – 28S/16Q/16D                                                    | Lorenzo Sonego 7–6(7–3), 6–2                       | Alexander Bublik                             | Stan Wawrinka Hubert Hurkacz         | Mikael Ymer Holger Rune Sebastian Korda Arthur Rinderknech            |
| 19 sep     | Moselle Open Metz, Franța ATP 250 597.900 € – Dură – 28S/16Q/16D                                                    | Hugo Nys Jan Zieliński 7–6(7–5), 6–4               | Lloyd Glasspool Harri Heliövaara             | Stan Wawrinka Hubert Hurkacz         | Mikael Ymer Holger Rune Sebastian Korda Arthur Rinderknech            |
| 19 sep     | Southern California Open San Diego, USA ATP 250 661.800 $ – Dură – 28S/16Q/16D Simplu – Dublu                       | Brandon Nakashima 6–4, 6–4                         | Marcos Giron                                 | Dan Evans Christopher O'Connell      | Constant Lestienne James Duckworth Daniel Elahi Galán Jenson Brooksby |
| 19 sep     | Southern California Open San Diego, USA ATP 250 661.800 $ – Dură – 28S/16Q/16D Simplu – Dublu                       | Nathaniel Lammons Jackson Withrow 7–6(7–5), 6–2    | Jason Kubler Luke Saville                    | Dan Evans Christopher O'Connell      | Constant Lestienne James Duckworth Daniel Elahi Galán Jenson Brooksby |
| 26 sep     | Tel Aviv Open Tel Aviv, Israel ATP 250 1.237.570 $ – Dură – 28S/16Q/16D Simplu – Dublu                              | Novak Djokovic 6–3, 6–4                            | Marin Čilić                                  | Roman Safiullin Constant Lestienne   | Vasek Pospisil Arthur Rinderknech Maxime Cressy Liam Broady           |
| 26 sep     | Tel Aviv Open Tel Aviv, Israel ATP 250 1.237.570 $ – Dură – 28S/16Q/16D Simplu – Dublu                              | Rohan Bopanna Matwé Middelkoop 6–2, 6–4            | Santiago González Andrés Molteni             | Roman Safiullin Constant Lestienne   | Vasek Pospisil Arthur Rinderknech Maxime Cressy Liam Broady           |
| 26 sep     | Sofia Open Sofia, Bulgaria ATP 250 597.900 € – Dură – 28S/16Q/16D                                                   | Marc-Andrea Hüsler 6–4, 7–6(10-8)                  | Holger Rune                                  | Jannik Sinner Lorenzo Musetti        | Aleksandar Vukic Ilia Ivașka Jan-Lennard Struff Kamil Majchrzak       |
| 26 sep     | Sofia Open Sofia, Bulgaria ATP 250 597.900 € – Dură – 28S/16Q/16D                                                   | Rafael Matos David Vega Hernández 3-6, 7-5, [10-8] | Fabian Fallert Oscar Otte                    | Jannik Sinner Lorenzo Musetti        | Aleksandar Vukic Ilia Ivașka Jan-Lennard Struff Kamil Majchrzak       |
| 26 sep     | Seul Open Seul, Coreea de Sud ATP 250 1.019.855 $ – Dură – 28S/16Q/16D                                              | Yoshihito Nishioka 6–4, 7–6(7–5)                   | Denis Șapovalov                              | Aleksandar Kovacevic Jenson Brooksby | Casper Ruud Mackenzie McDonald Radu Albot Cameron Norrie              |
| 26 sep     | Seul Open Seul, Coreea de Sud ATP 250 1.019.855 $ – Dură – 28S/16Q/16D                                              | Raven Klaasen Nathaniel Lammons 6–1, 7–5           | Nicolás Barrientos Miguel Ángel Reyes-Varela | Aleksandar Kovacevic Jenson Brooksby | Casper Ruud Mackenzie McDonald Radu Albot Cameron Norrie              |

### Octombrie
| Săptă mâna | Turneu                                                                                    | Campioni                                                   | Finaliști                            | Semifinaliști                            | Sfert-finaliști                                                               |
| ---------- | ----------------------------------------------------------------------------------------- | ---------------------------------------------------------- | ------------------------------------ | ---------------------------------------- | ----------------------------------------------------------------------------- |
| 3 oct      | Astana Open Nur-Sultan Kazakhstan ATP 500 3.728.045 $ – Dură – 32S/16Q/16D Simplu – Dublu | Novak Djokovic 6–4, 6–2                                    | Stefanos Tsitsipas                   | Andrei Rubliov Daniil Medvedev           | Adrian Mannarino Hubert Hurkacz Karen Haceanov Roberto Bautista Agut          |
| 3 oct      | Astana Open Nur-Sultan Kazakhstan ATP 500 3.728.045 $ – Dură – 32S/16Q/16D Simplu – Dublu | Nikola Mektić Mate Pavić 6–4, 6–2                          | Adrian Mannarino Fabrice Martin      | Andrei Rubliov Daniil Medvedev           | Adrian Mannarino Hubert Hurkacz Karen Haceanov Roberto Bautista Agut          |
| 3 oct      | Japan Open Tokyo, Japonia ATP 500 2.108.110 $ – Dură – 32S/16Q/16D Simplu – Dublu         | Taylor Fritz 7–6(7–3), 7–6(7–2)                            | Frances Tiafoe                       | Kwon Soon-woo Denis Șapovalov            | Pedro Martínez Miomir Kecmanović Nick Kyrgios Borna Ćorić                     |
| 3 oct      | Japan Open Tokyo, Japonia ATP 500 2.108.110 $ – Dură – 32S/16Q/16D Simplu – Dublu         | Mackenzie McDonald Marcelo Melo 6–4, 3–6, [10–4]           | Rafael Matos David Vega Hernández    | Kwon Soon-woo Denis Șapovalov            | Pedro Martínez Miomir Kecmanović Nick Kyrgios Borna Ćorić                     |
| 10 oct     | Firenze Open Florența, Italia ATP 250 725.540 € – Dură – 28S/16Q/16D                      | Félix Auger-Aliassime 6–4, 6–4                             | J. J. Wolf                           | Lorenzo Musetti Mikael Ymer              | Brandon Nakashima Mackenzie McDonald Alexander Bublik Roberto Carballés Baena |
| 10 oct     | Firenze Open Florența, Italia ATP 250 725.540 € – Dură – 28S/16Q/16D                      | Nicolas Mahut Édouard Roger-Vasselin 7–6(7–4), 6–3         | Ivan Dodig Austin Krajicek           | Lorenzo Musetti Mikael Ymer              | Brandon Nakashima Mackenzie McDonald Alexander Bublik Roberto Carballés Baena |
| 10 oct     | Gijón Open, Gijón, Spania ATP 250 725.540 € – Dură – 28S/16Q/16D                          | Andrei Rubliov 6–2, 6–3                                    | Sebastian Korda                      | Dominic Thiem Arthur Rinderknech         | Tommy Paul Francisco Cerúndolo Andy Murray Pablo Carreño Busta                |
| 10 oct     | Gijón Open, Gijón, Spania ATP 250 725.540 € – Dură – 28S/16Q/16D                          | Máximo González Andrés Molteni 6–7(6–8), 7–6(7–4), [10–5]  | Nathaniel Lammons Jackson Withrow    | Dominic Thiem Arthur Rinderknech         | Tommy Paul Francisco Cerúndolo Andy Murray Pablo Carreño Busta                |
| 17 oct     | European Open Anvers, Belgia ATP 250 725.540 € – Dură – 28S/16Q/16D                       | Félix Auger-Aliassime 6–3, 6–4                             | Sebastian Korda                      | Dominic Thiem Richard Gasquet            | Hubert Hurkacz Yoshihito Nishioka David Goffin Dan Evans                      |
| 17 oct     | European Open Anvers, Belgia ATP 250 725.540 € – Dură – 28S/16Q/16D                       | Tallon Griekspoor Botic van de Zandschulp 3–6, 6–3, [10–5] | Rohan Bopanna Matwé Middelkoop       | Dominic Thiem Richard Gasquet            | Hubert Hurkacz Yoshihito Nishioka David Goffin Dan Evans                      |
| 17 oct     | Stockholm Open Stockholm, Suedia ATP 250 725.540 € – Dură – 28S/16Q/16D                   | Holger Rune 6–4, 6–4                                       | Stefanos Tsitsipas                   | Emil Ruusuvuori Alex de Minaur           | Mikael Ymer Frances Tiafoe Denis Șapovalov Cameron Norrie                     |
| 17 oct     | Stockholm Open Stockholm, Suedia ATP 250 725.540 € – Dură – 28S/16Q/16D                   | Marcelo Arévalo Jean-Julien Rojer 6–3, 6–3                 | Lloyd Glasspool Harri Heliövaara     | Emil Ruusuvuori Alex de Minaur           | Mikael Ymer Frances Tiafoe Denis Șapovalov Cameron Norrie                     |
| 17 oct     | Tennis Napoli Cup Napoli, Italia ATP 250 725.540 € – Dură – 28S/16Q/16D                   | Lorenzo Musetti 7–6(7–5), 6–2                              | Matteo Berrettini                    | Miomir Kecmanović Mackenzie McDonald     | Pablo Carreño Busta Daniel Elahi Galán Zhang Zhizhen Taro Daniel              |
| 17 oct     | Tennis Napoli Cup Napoli, Italia ATP 250 725.540 € – Dură – 28S/16Q/16D                   | Ivan Dodig Austin Krajicek 6–3, 1–6, [10–8]                | Matthew Ebden John Peers             | Miomir Kecmanović Mackenzie McDonald     | Pablo Carreño Busta Daniel Elahi Galán Zhang Zhizhen Taro Daniel              |
| 24 oct     | Swiss Indoors Basel, Elveția ATP 500 2.276.105 € – Dură – 32S/16Q/16D Simplu – Dublu      | Félix Auger-Aliassime 6–3, 7–5                             | Holger Rune                          | Carlos Alcaraz Roberto Bautista Agut     | Pablo Carreño Busta Alexander Bublik Arthur Rinderknech Stan Wawrinka         |
| 24 oct     | Swiss Indoors Basel, Elveția ATP 500 2.276.105 € – Dură – 32S/16Q/16D Simplu – Dublu      | Ivan Dodig Austin Krajicek 6–4, 7–6(7–5)                   | Nicolas Mahut Édouard Roger-Vasselin | Carlos Alcaraz Roberto Bautista Agut     | Pablo Carreño Busta Alexander Bublik Arthur Rinderknech Stan Wawrinka         |
| 24 oct     | Viena Open Viena, Austria ATP 500 2.489.935 € – Dură – 32S/16Q/16D Simplu – Dublu         | Daniil Medvedev 4–6, 6–3, 6–2                              | Denis Șapovalov                      | Grigor Dimitrov Borna Ćorić              | Jannik Sinner Marcos Giron Dan Evans Hubert Hurkacz                           |
| 24 oct     | Viena Open Viena, Austria ATP 500 2.489.935 € – Dură – 32S/16Q/16D Simplu – Dublu         | Alexander Erler Lucas Miedler 6–3, 7–6(7–1)                | Santiago González Andrés Molteni     | Grigor Dimitrov Borna Ćorić              | Jannik Sinner Marcos Giron Dan Evans Hubert Hurkacz                           |
| 31 oct     | Paris Masters Paris, Franța ATP Tour 1000 6.008.725 € – Dură – 48S/24Q/24D Simplu – Dublu | Holger Rune 3–6, 6–3, 7–5                                  | Novak Djokovic                       | Félix Auger-Aliassime Stefanos Tsitsipas | Carlos Alcaraz Frances Tiafoe Lorenzo Musetti Tommy Paul                      |
| 31 oct     | Paris Masters Paris, Franța ATP Tour 1000 6.008.725 € – Dură – 48S/24Q/24D Simplu – Dublu | Wesley Koolhof Neal Skupski 7–6(7–5), 6–4                  | Ivan Dodig Austin Krajicek           | Félix Auger-Aliassime Stefanos Tsitsipas | Carlos Alcaraz Frances Tiafoe Lorenzo Musetti Tommy Paul                      |

### Noiembrie
| Săptă mâna | Turneu                                                                                            | Campioni                                  | Finaliști                | Semifinaliști                | Sfert-finaliști                                                                   |
| ---------- | ------------------------------------------------------------------------------------------------- | ----------------------------------------- | ------------------------ | ---------------------------- | --------------------------------------------------------------------------------- |
| 8 nov      | Next Gen ATP Finals Milano, Italia Next Generation ATP Finals 1.433.175 $ – Dură – 8S (RR) Simplu | Brandon Nakashima 4–3(7–5), 4–3(8–6), 4–2 | Jiří Lehečka             | Jack Draper Dominic Stricker | Round Robin Francesco Passaro Matteo Arnaldi Lorenzo Musetti Tseng Chun-hsin      |
| 14 nov     | Finala ATP Torino, Italia ATP Finals 14.750.000 $ – Dură – 8S/8D (RR) Simplu – Dublu              | Novak Djokovic                            | Casper Ruud              | Andrei Rubliov Taylor Fritz  | Round Robin Félix Auger-Aliassime Stefanos Tsitsipas Rafael Nadal Daniil Medvedev |
| 14 nov     | Finala ATP Torino, Italia ATP Finals 14.750.000 $ – Dură – 8S/8D (RR) Simplu – Dublu              | Rajeev Ram Joe Salisbury 7–6(7–4), 6–4    | Nikola Mektić Mate Pavić | Andrei Rubliov Taylor Fritz  | Round Robin Félix Auger-Aliassime Stefanos Tsitsipas Rafael Nadal Daniil Medvedev |
| 23 nov     | Finala Cupei Davis Malaga, Spania Dură                                                            | Canada 2–0                                | Australia                | Italia Croația               | Statele Unite Germania Țările de Jos Spania                                       |

### Turnee afectate
Următoarele turnee au fost anulate din cauza pandemiei de COVID-19.
| Săptămâna     | Turneu                                                      | Status                                                    |
| ------------- | ----------------------------------------------------------- | --------------------------------------------------------- |
| 10 ianuarie   | ASB Classic Auckland, Noua Zeelandă ATP Tour 250 Dură       | Anulat                                                    |
| 19 septembrie | Astana Open Nur-Sultan, Kazakhstan ATP Tour 250 Dură        | Ridicat la turneu de nivel ATP 500, mutat la 3 octombrie  |
| 26 septembrie | Chengdu Open Chengdu, China ATP Tour 250 Dură               | Anulat din cauza restricțiilor în curs legate de COVID-19 |
| 26 septembrie | Zhuhai Championships Zhuhai, China ATP Tour 250 Dură        | Anulat din cauza restricțiilor în curs legate de COVID-19 |
| 3 octombrie   | China Open Beijing, China ATP Tour 500 Dură                 | Anulat din cauza restricțiilor în curs legate de COVID-19 |
| 9 octombrie   | Shanghai Masters Shanghai, China ATP Tour Masters 1000 Dură | Anulat din cauza restricțiilor în curs legate de COVID-19 |
| 10 octombrie  | Cupa Kremlin Moscova, Rusia WTA 500 Dură                    | Suspendat din cauza invaziei rusești a Ucrainei           |

## Informații statistice
Aceste tabele prezintă numărul de titluri de simplu (S), dublu (D) și dublu mixt (X) câștigate de fiecare jucător și fiecare țară în timpul sezonului, în cadrul tuturor categoriilor de turnee ale turneului ATP 2021: turneele de Grand Slam, Turneul Campionilor, ATP Tour Masters 1000, seria ATP Tour 500, seria ATP Tour 250. Jucătorii/țările sunt sortate după:
1. Numărul total de titluri (un titlu de dublu câștigat de doi jucători care reprezintă aceeași țară reprezintă o singură victorie pentru țară);
2. Importanța cumulată a acestor titluri (o victorie de Grand Slam egal cu două victorii Masters 1000, o victorie la Finala ATP egal cu o victorie Masters 1000 și jumătate, o victorie Masters 1000 egal cu două victorii de evenimente 500, o victorie de evenimente 500 egal cu două evenimente 250 câștigate);
3. Ierarhie simplu > dublu > dublu mixt;
4. Ordine alfabetică (după numele de familie al jucătorului).

| Grand Slam            |
| Finala ATP            |
| ATP Tour Masters 1000 |
| ATP Tour 500          |
| ATP Tour 250          |

### Titluri câștigate per jucător
| Total | Jucător                       | Grand Slam | Grand Slam | Grand Slam | Finala ATP | Finala ATP | Masters 1000 | Masters 1000 | Tour 500 | Tour 500 | Tour 250 | Tour 250 | Total | Total | Total |
| Total | Jucător                       | S          | D          | X          | S          | D          | S            | D            | S        | D        | S        | D        | S     | D     | X     |
| ----- | ----------------------------- | ---------- | ---------- | ---------- | ---------- | ---------- | ------------ | ------------ | -------- | -------- | -------- | -------- | ----- | ----- | ----- |
| 8     | Wesley Koolhof (NED)          |            |            | ●          |            |            |              | ●            |          |          |          | ●        | 0     | 7     | 1     |
| 8     | Neal Skupski (GBR)            |            |            | ●          |            |            |              | ●            |          |          |          | ●        | 0     | 7     | 1     |
| 6     | Mate Pavić (CRO)              |            |            |            |            |            |              | ●            |          | ●        |          | ●        | 0     | 6     | 0     |
| 5     | Novak Djokovic (SRB)          | ●          |            |            | ●          |            | ●            |              | ●        |          | ●        |          | 5     | 0     | 0     |
| 5     | Carlos Alcaraz (ESP)          | ●          |            |            |            |            | ●            |              | ●        |          |          |          | 5     | 0     | 0     |
| 5     | Nikola Mektić (CRO)           |            |            |            |            |            |              | ●            |          | ●        |          | ●        | 0     | 5     | 0     |
| 5     | Andrei Rubliov                |            |            |            |            |            |              |              | ●        |          | ●        | ●        | 4     | 1     | 0     |
| 5     | Rafael Matos (BRA)            |            |            |            |            |            |              |              |          |          |          | ●        | 0     | 5     | 0     |
| 4     | Rafael Nadal (ESP)            | ●          |            |            |            |            |              |              | ●        |          | ●        |          | 4     | 0     | 0     |
| 4     | Nick Kyrgios (AUS)            |            | ●          |            |            |            |              |              | ●        | ●        |          | ●        | 1     | 3     | 0     |
| 4     | Marcelo Arévalo (ESA)         |            | ●          |            |            |            |              |              |          |          |          | ●        | 0     | 4     | 0     |
| 4     | Jean-Julien Rojer (NED)       |            | ●          |            |            |            |              |              |          |          |          | ●        | 0     | 4     | 0     |
| 4     | Ivan Dodig (CRO)              |            |            | ●          |            |            |              |              |          | ●        |          | ● ●      | 0     | 3     | 1     |
| 4     | Félix Auger-Aliassime (CAN)   |            |            |            |            |            |              |              | ●        |          | ●        |          | 4     | 0     | 0     |
| 4     | David Vega Hernández (ESP)    |            |            |            |            |            |              |              |          |          |          | ●        | 0     | 4     | 0     |
| 3     | Rajeev Ram (USA)              |            | ●          |            |            |            |              | ●            |          |          |          |          | 0     | 3     | 0     |
| 3     | Joe Salisbury (GBR)           |            | ●          |            |            |            |              | ●            |          |          |          |          | 0     | 3     | 0     |
| 3     | Thanasi Kokkinakis (AUS)      |            | ●          |            |            |            |              |              |          |          | ●        | ●        | 1     | 2     | 0     |
| 3     | Matthew Ebden (AUS)           |            | ●          |            |            |            |              |              |          |          |          | ●        | 0     | 3     | 0     |
| 3     | Taylor Fritz (USA)            |            |            |            |            |            | ●            |              | ●        |          | ●        |          | 3     | 0     | 0     |
| 3     | Stefanos Tsitsipas (GRE)      |            |            |            |            |            | ●            |              |          | ●        | ●        |          | 2     | 1     | 0     |
| 3     | Hubert Hurkacz (POL)          |            |            |            |            |            |              | ●            | ●        |          |          | ●        | 1     | 2     | 0     |
| 3     | Holger Rune (DEN)             |            |            |            |            |            | ●            |              |          |          | ●        |          | 3     | 0     | 0     |
| 3     | Austin Krajicek (USA)         |            |            |            |            |            |              |              |          | ●        |          | ● ●      | 0     | 3     | 0     |
| 3     | Casper Ruud (NOR)             |            |            |            |            |            |              |              |          |          | ●        |          | 3     | 0     | 0     |
| 3     | Rohan Bopanna (IND)           |            |            |            |            |            |              |              |          |          |          | ●        | 0     | 3     | 0     |
| 3     | Andrés Molteni (ARG)          |            |            |            |            |            |              |              |          |          |          | ●        | 0     | 3     | 0     |
| 2     | Max Purcell (AUS)             |            | ●          |            |            |            |              |              |          |          |          | ●        | 0     | 2     | 0     |
| 2     | John Peers (AUS)              |            |            | ●          |            |            |              |              |          |          |          | ●        | 0     | 1     | 1     |
| 2     | John Isner (USA)              |            |            |            |            |            |              | ●            |          |          |          |          | 0     | 2     | 0     |
| 2     | Jack Sock (USA)               |            |            |            |            |            |              | ●            |          | ●        |          |          | 0     | 2     | 0     |
| 2     | Matteo Berrettini (ITA)       |            |            |            |            |            |              |              | ●        |          | ●        |          | 2     | 0     | 0     |
| 2     | Daniil Medvedev               |            |            |            |            |            |              |              | ●        |          | ●        |          | 2     | 0     | 0     |
| 2     | Lorenzo Musetti (ITA)         |            |            |            |            |            |              |              | ●        |          | ●        |          | 2     | 0     | 0     |
| 2     | Simone Bolelli (ITA)          |            |            |            |            |            |              |              |          | ●        |          | ●        | 0     | 2     | 0     |
| 2     | Fabio Fognini (ITA)           |            |            |            |            |            |              |              |          | ●        |          | ●        | 0     | 2     | 0     |
| 2     | Kevin Krawietz (GER)          |            |            |            |            |            |              |              |          | ●        |          | ●        | 0     | 2     | 0     |
| 2     | Matwé Middelkoop (NED)        |            |            |            |            |            |              |              |          | ●        |          | ●        | 0     | 2     | 0     |
| 2     | Andreas Mies (GER)            |            |            |            |            |            |              |              |          | ●        |          | ●        | 0     | 2     | 0     |
| 2     | Roberto Bautista Agut (ESP)   |            |            |            |            |            |              |              |          |          | ●        |          | 2     | 0     | 0     |
| 2     | Cameron Norrie (GBR)          |            |            |            |            |            |              |              |          |          | ●        |          | 2     | 0     | 0     |
| 2     | Reilly Opelka (USA)           |            |            |            |            |            |              |              |          |          | ●        |          | 2     | 0     | 0     |
| 2     | Pedro Martínez (ESP)          |            |            |            |            |            |              |              |          |          | ●        | ●        | 1     | 1     | 0     |
| 2     | Lorenzo Sonego (ITA)          |            |            |            |            |            |              |              |          |          | ●        | ●        | 1     | 1     | 0     |
| 2     | William Blumberg (USA)        |            |            |            |            |            |              |              |          |          |          | ●        | 0     | 2     | 0     |
| 2     | Francisco Cabral (POR)        |            |            |            |            |            |              |              |          |          |          | ●        | 0     | 2     | 0     |
| 2     | Santiago González (MEX)       |            |            |            |            |            |              |              |          |          |          | ●        | 0     | 2     | 0     |
| 2     | Nathaniel Lammons (USA)       |            |            |            |            |            |              |              |          |          |          | ●        | 0     | 2     | 0     |
| 2     | Nicolas Mahut (FRA)           |            |            |            |            |            |              |              |          |          |          | ●        | 0     | 2     | 0     |
| 2     | Ramkumar Ramanathan (IND)     |            |            |            |            |            |              |              |          |          |          | ●        | 0     | 2     | 0     |
| 1     | Pablo Carreño Busta (ESP)     |            |            |            |            |            | ●            |              |          |          |          |          | 1     | 0     | 0     |
| 1     | Simone Bolelli (ITA)          |            |            |            |            |            |              |              |          | ●        |          |          | 0     | 1     | 0     |
| 1     | Fabio Fognini (ITA)           |            |            |            |            |            |              |              |          | ●        |          |          | 0     | 1     | 0     |
| 1     | Borna Ćorić (CRO)             |            |            |            |            |            | ●            |              |          |          |          |          | 1     | 0     | 0     |
| 1     | Alexander Erler (AUT)         |            |            |            |            |            |              |              |          | ●        |          |          | 0     | 1     | 0     |
| 1     | Lloyd Glasspool (GBR)         |            |            |            |            |            |              |              |          | ●        |          |          | 0     | 1     | 0     |
| 1     | Marcel Granollers (ESP)       |            |            |            |            |            |              |              |          | ●        |          |          | 0     | 1     | 0     |
| 1     | Robin Haase (NED)             |            |            |            |            |            |              |              |          | ●        |          |          | 0     | 1     | 0     |
| 1     | Harri Heliövaara (FIN)        |            |            |            |            |            |              |              |          | ●        |          |          | 0     | 1     | 0     |
| 1     | Feliciano López (ESP)         |            |            |            |            |            |              |              |          | ●        |          |          | 0     | 1     | 0     |
| 1     | Mackenzie McDonald (USA)      |            |            |            |            |            |              |              |          | ●        |          |          | 0     | 1     | 0     |
| 1     | Marcelo Melo (BRA)            |            |            |            |            |            |              |              |          | ●        |          |          | 0     | 1     | 0     |
| 1     | Lucas Miedler (AUT)           |            |            |            |            |            |              |              |          | ●        |          |          | 0     | 1     | 0     |
| 1     | Tim Pütz (GER)                |            |            |            |            |            |              |              |          | ●        |          |          | 0     | 1     | 0     |
| 1     | Michael Venus (NZL)           |            |            |            |            |            |              |              |          | ●        |          |          | 0     | 1     | 0     |
| 1     | Horacio Zeballos (ARG)        |            |            |            |            |            |              |              |          | ●        |          |          | 0     | 1     | 0     |
| 1     | Sebastián Báez (ARG)          |            |            |            |            |            |              |              |          |          | ●        |          | 1     | 0     | 0     |
| 1     | Alexander Bublik (KAZ)        |            |            |            |            |            |              |              |          |          | ●        |          | 1     | 0     | 0     |
| 1     | Francisco Cerúndolo (ARG)     |            |            |            |            |            |              |              |          |          | ●        |          | 1     | 0     | 0     |
| 1     | Maxime Cressy (USA)           |            |            |            |            |            |              |              |          |          | ●        |          | 1     | 0     | 0     |
| 1     | Alex de Minaur (AUS)          |            |            |            |            |            |              |              |          |          | ●        |          | 1     | 0     | 0     |
| 1     | David Goffin (BEL)            |            |            |            |            |            |              |              |          |          | ●        |          | 1     | 0     | 0     |
| 1     | Marc-Andrea Hüsler (SWI)      |            |            |            |            |            |              |              |          |          | ●        |          | 1     | 0     | 0     |
| 1     | Aslan Karațev                 |            |            |            |            |            |              |              |          |          | ●        |          | 1     | 0     | 0     |
| 1     | Gaël Monfils (FRA)            |            |            |            |            |            |              |              |          |          | ●        |          | 1     | 0     | 0     |
| 1     | Brandon Nakashima (USA)       |            |            |            |            |            |              |              |          |          | ●        |          | 1     | 0     | 0     |
| 1     | Yoshihito Nishioka (JPN)      |            |            |            |            |            |              |              |          |          | ●        |          | 1     | 0     | 0     |
| 1     | Albert Ramos Viñolas (ESP)    |            |            |            |            |            |              |              |          |          | ●        |          | 1     | 0     | 0     |
| 1     | Jannik Sinner (ITA)           |            |            |            |            |            |              |              |          |          | ●        |          | 1     | 0     | 0     |
| 1     | João Sousa (POR)              |            |            |            |            |            |              |              |          |          | ●        |          | 1     | 0     | 0     |
| 1     | Tim van Rijthoven (NED)       |            |            |            |            |            |              |              |          |          | ●        |          | 1     | 0     | 0     |
| 1     | Ariel Behar (URU)             |            |            |            |            |            |              |              |          |          |          | ●        | 0     | 1     | 0     |
| 1     | Nuno Borges (POR)             |            |            |            |            |            |              |              |          |          |          | ●        | 0     | 1     | 0     |
| 1     | Tomislav Brkić (BIH)          |            |            |            |            |            |              |              |          |          |          | ●        | 0     | 1     | 0     |
| 1     | Gonzalo Escobar (ECU)         |            |            |            |            |            |              |              |          |          |          | ●        | 0     | 1     | 0     |
| 1     | Máximo González (ARG)         |            |            |            |            |            |              |              |          |          |          | ●        | 0     | 1     | 0     |
| 1     | Steve Johnson (USA)           |            |            |            |            |            |              |              |          |          |          | ●        | 0     | 1     | 0     |
| 1     | Miomir Kecmanović (SRB)       |            |            |            |            |            |              |              |          |          |          | ●        | 0     | 1     | 0     |
| 1     | Raven Klaasen (RSA)           |            |            |            |            |            |              |              |          |          |          | ●        | 0     | 1     | 0     |
| 1     | Tallon Griekspoor (NED)       |            |            |            |            |            |              |              |          |          |          | ●        | 0     | 1     | 0     |
| 1     | Pierre-Hugues Herbert (FRA)   |            |            |            |            |            |              |              |          |          |          | ●        | 0     | 1     | 0     |
| 1     | Felipe Meligeni Alves (BRA)   |            |            |            |            |            |              |              |          |          |          | ●        | 0     | 1     | 0     |
| 1     | Denys Molchanov (UKR)         |            |            |            |            |            |              |              |          |          |          | ●        | 0     | 1     | 0     |
| 1     | Jamie Murray (GBR)            |            |            |            |            |            |              |              |          |          |          | ●        | 0     | 1     | 0     |
| 1     | Hugo Nys (MON)                |            |            |            |            |            |              |              |          |          |          | ●        | 0     | 1     | 0     |
| 1     | Filip Polášek (SVK)           |            |            |            |            |            |              |              |          |          |          | ●        | 0     | 1     | 0     |
| 1     | Édouard Roger-Vasselin (FRA)  |            |            |            |            |            |              |              |          |          |          | ●        | 0     | 1     | 0     |
| 1     | Botic van de Zandschulp (NED) |            |            |            |            |            |              |              |          |          |          | ●        | 0     | 1     | 0     |
| 1     | Jackson Withrow (USA)         |            |            |            |            |            |              |              |          |          |          | ●        | 0     | 1     | 0     |
| 1     | Jan Zieliński (POL)           |            |            |            |            |            |              |              |          |          |          | ●        | 0     | 1     | 0     |

### Titluri câștigate per țară
| Total | Țară                        | Grand Slam | Grand Slam | Grand Slam | ATP Finals | ATP Finals | Masters 1000 | Masters 1000 | Tour 500 | Tour 500 | Tour 250 | Tour 250 | Total | Total | Total |
| Total | Țară                        | S          | D          | X          | S          | D          | S            | D            | S        | D        | S        | D        | S     | D     | X     |
| ----- | --------------------------- | ---------- | ---------- | ---------- | ---------- | ---------- | ------------ | ------------ | -------- | -------- | -------- | -------- | ----- | ----- | ----- |
| 21    | Spania (ESP)                | 3          |            |            |            |            | 3            |              | 3        | 2        | 5        | 5        | 14    | 7     | 0     |
| 21    | Statele Unite (USA)         |            | 1          |            |            |            | 1            | 4            | 1        | 3        | 5        | 6        | 7     | 14    | 0     |
| 16    | Țările de Jos (NED)         |            | 1          | 1          |            |            |              | 3            |          | 1        | 1        | 9        | 1     | 14    | 1     |
| 15    | Marea Britanie (GBR)        |            | 1          | 1          |            |            |              | 5            |          | 1        | 2        | 5        | 2     | 12    | 1     |
| 11    | Australia (AUS)             |            | 2          | 1          |            |            |              |              | 1        | 1        | 2        | 4        | 3     | 7     | 1     |
| 10    | Croația (CRO)               |            |            | 1          |            |            | 1            | 1            |          | 3        |          | 4        | 1     | 8     | 1     |
| 9     | Italia (ITA)                |            |            |            |            |            |              |              | 2        | 1        | 4        | 2        | 6     | 3     | 0     |
| 6     | Argentina (ARG)             |            |            |            |            |            |              |              |          | 1        | 2        | 3        | 2     | 4     | 0     |
| 6     | Brazilia (BRA)              |            |            |            |            |            |              |              |          | 1        |          | 5        | 0     | 6     | 0     |
| 5     | Serbia (SRB)                | 1          |            |            |            |            | 1            |              | 1        |          | 1        | 1        | 4     | 1     | 0     |
| 4     | El Salvador (ESA)           |            | 1          |            |            |            |              |              |          |          |          | 3        | 0     | 4     | 0     |
| 4     | Polonia (POL)               |            |            |            |            |            |              | 1            | 1        |          |          | 2        | 1     | 3     | 0     |
| 4     | Canada (CAN)                |            |            |            |            |            |              |              | 2        |          | 2        |          | 4     | 0     | 0     |
| 4     | Rusia (RUS)                 |            |            |            |            |            |              |              | 1        |          | 2        | 1        | 3     | 1     | 0     |
| 4     | Franța (FRA)                |            |            |            |            |            |              |              |          |          | 2        | 2        | 2     | 2     | 0     |
| 3     | Grecia (GRE)                |            |            |            |            |            | 1            |              |          | 1        | 1        |          | 2     | 1     | 0     |
| 3     | Danemarca (DEN)             |            |            |            |            |            | 1            |              |          |          | 2        |          | 3     | 0     | 0     |
| 3     | Germania (GER)              |            |            |            |            |            |              |              |          | 2        |          | 1        | 0     | 3     | 0     |
| 3     | Norvegia (NOR)              |            |            |            |            |            |              |              |          |          | 3        |          | 3     | 0     | 0     |
| 3     | Portugalia (POR)            |            |            |            |            |            |              |              |          |          | 1        | 2        | 1     | 2     | 0     |
| 3     | India (IND)                 |            |            |            |            |            |              |              |          |          |          | 3        | 0     | 3     | 0     |
| 2     | Mexic (MEX)                 |            |            |            |            |            |              |              |          |          |          | 2        | 0     | 2     | 0     |
| 1     | Austria (AUT)               |            |            |            |            |            |              |              |          | 1        |          |          | 0     | 1     | 0     |
| 1     | Finlanda (FIN)              |            |            |            |            |            |              |              |          | 1        |          |          | 0     | 1     | 0     |
| 1     | Noua Zeelandă (NZL)         |            |            |            |            |            |              |              |          | 1        |          |          | 0     | 1     | 0     |
| 1     | Belgia (BEL)                |            |            |            |            |            |              |              |          |          | 1        |          | 1     | 0     | 0     |
| 1     | Japonia (JPN)               |            |            |            |            |            |              |              |          |          | 1        |          | 1     | 0     | 0     |
| 1     | Kazahstan (KAZ)             |            |            |            |            |            |              |              |          |          | 1        |          | 1     | 0     | 0     |
| 1     | Elveția (SWI)               |            |            |            |            |            |              |              |          |          | 1        |          | 1     | 0     | 0     |
| 1     | Bosnia și Herțegovina (BIH) |            |            |            |            |            |              |              |          |          |          | 1        | 0     | 1     | 0     |
| 1     | Ecuador (ECU)               |            |            |            |            |            |              |              |          |          |          | 1        | 0     | 1     | 0     |
| 1     | Monaco (MON)                |            |            |            |            |            |              |              |          |          |          | 1        | 0     | 1     | 0     |
| 1     | Slovacia (SVK)              |            |            |            |            |            |              |              |          |          |          | 1        | 0     | 1     | 0     |
| 1     | Africa de Sud (RSA)         |            |            |            |            |            |              |              |          |          |          | 1        | 0     | 1     | 0     |
| 1     | Ucraina (UKR)               |            |            |            |            |            |              |              |          |          |          | 1        | 0     | 1     | 0     |
| 1     | Uruguay (URU)               |            |            |            |            |            |              |              |          |          |          | 1        | 0     | 1     | 0     |

## Clasament ATP
Mai jos sunt clasamentele anuale ATP ale primilor 20 de jucătorie de simplu și de dublu.
| Trn = Număr de turnee                                   |
| Cls '21 = Poziția în clasament la sfârșitul anului 2021 |

| Clasamentul de sfârșit de an ATP la simplu | Clasamentul de sfârșit de an ATP la simplu | Clasamentul de sfârșit de an ATP la simplu | Clasamentul de sfârșit de an ATP la simplu | Clasamentul de sfârșit de an ATP la simplu | Clasamentul de sfârșit de an ATP la simplu | Clasamentul de sfârșit de an ATP la simplu | Clasamentul de sfârșit de an ATP la simplu |
| #                                          | Jucător                                    | Puncte                                     | #Trn                                       | Cls '21                                    | Sus                                        | Jos                                        | '21→'22                                    |
| ------------------------------------------ | ------------------------------------------ | ------------------------------------------ | ------------------------------------------ | ------------------------------------------ | ------------------------------------------ | ------------------------------------------ | ------------------------------------------ |
| 1                                          | Carlos Alcaraz (ESP)                       | 6.820                                      | 17                                         | 32                                         | 1                                          | 33                                         | ▲31                                        |
| 2                                          | Rafael Nadal (ESP)                         | 6.020                                      | 14                                         | 6                                          | 2                                          | 6                                          | ▲4                                         |
| 3                                          | Casper Ruud (NOR)                          | 5.820                                      | 23                                         | 8                                          | 2                                          | 10                                         | ▲5                                         |
| 4                                          | Stefanos Tsitsipas (GRE)                   | 5.550                                      | 23                                         | 4                                          | 3                                          | 7                                          | ▬                                          |
| 5                                          | Novak Djokovic (SRB)                       | 4.820                                      | 14                                         | 1                                          | 1                                          | 8                                          | ▼4                                         |
| 6                                          | Félix Auger-Aliassime (CAN)                | 4.195                                      | 26                                         | 11                                         | 6                                          | 13                                         | ▲5                                         |
| 7                                          | Daniil Medvedev (RUS)                      | 4.065                                      | 21                                         | 2                                          | 1                                          | 7                                          | ▼5                                         |
| 8                                          | Andrei Rubliov (RUS)                       | 3.930                                      | 23                                         | 5                                          | 5                                          | 11                                         | ▼3                                         |
| 9                                          | Taylor Fritz (USA)                         | 3.355                                      | 22                                         | 23                                         | 8                                          | 23                                         | ▲14                                        |
| 10                                         | Hubert Hurkacz (POL)                       | 2.905                                      | 21                                         | 9                                          | 9                                          | 14                                         | ▼1                                         |
| 11                                         | Holger Rune (DEN)                          | 2.888                                      | 29                                         | 103                                        | 10                                         | 103                                        | ▲92                                        |
| 12                                         | Alexander Zverev (GER)                     | 2.700                                      | 18                                         | 3                                          | 2                                          | 12                                         | ▼9                                         |
| 13                                         | Pablo Carreño Busta (ESP)                  | 2.495                                      | 24                                         | 20                                         | 13                                         | 23                                         | ▲7                                         |
| 14                                         | Cameron Norrie (GBR)                       | 2.445                                      | 23                                         | 12                                         | 8                                          | 14                                         | ▼2                                         |
| 15                                         | Jannik Sinner (ITA)                        | 2.410                                      | 18                                         | 10                                         | 10                                         | 15                                         | ▼5                                         |
| 16                                         | Matteo Berrettini (ITA)                    | 2.375                                      | 19                                         | 7                                          | 6                                          | 16                                         | ▼9                                         |
| 17                                         | Marin Čilić (CRO)                          | 2.105                                      | 20                                         | 30                                         | 13                                         | 30                                         | ▲13                                        |
| 18                                         | Denis Șapovalov (CAN)                      | 2.075                                      | 23                                         | 14                                         | 12                                         | 24                                         | ▼4                                         |
| 19                                         | Frances Tiafoe (USA)                       | 2.000                                      | 22                                         | 38                                         | 17                                         | 38                                         | ▲19                                        |
| 20                                         | Karen Haceanov (RUS)                       | 1.990                                      | 25                                         | 29                                         | 18                                         | 31                                         | ▲9                                         |

| Clasamentul de sfârșit de an ATP la dublu | Clasamentul de sfârșit de an ATP la dublu | Clasamentul de sfârșit de an ATP la dublu | Clasamentul de sfârșit de an ATP la dublu | Clasamentul de sfârșit de an ATP la dublu | Clasamentul de sfârșit de an ATP la dublu | Clasamentul de sfârșit de an ATP la dublu | Clasamentul de sfârșit de an ATP la dublu |
| #                                         | Jucător                                   | Puncte                                    | #Trn                                      | Cls '21                                   | Sus                                       | Jos                                       | '21→'22                                   |
| ----------------------------------------- | ----------------------------------------- | ----------------------------------------- | ----------------------------------------- | ----------------------------------------- | ----------------------------------------- | ----------------------------------------- | ----------------------------------------- |
| 1T                                        | Wesley Koolhof (NED)                      | 7.850                                     | 24                                        | 21                                        | 1                                         | 21                                        | ▲20                                       |
| 1T                                        | Neal Skupski (GBR)                        | 7.850                                     | 24                                        | 20                                        | 1                                         | 20                                        | ▲19                                       |
| 3                                         | Rajeev Ram (USA)                          | 7.480                                     | 19                                        | 4                                         | 1                                         | 4                                         | ▲1                                        |
| 4                                         | Joe Salisbury (GBR)                       | 7.390                                     | 18                                        | 3                                         | 1                                         | 4                                         | ▼1                                        |
| 5                                         | Mate Pavić (CRO)                          | 5.325                                     | 25                                        | 1                                         | 1                                         | 12                                        | ▼4                                        |
| 6T                                        | Marcelo Arévalo (ESA)                     | 5.230                                     | 24                                        | 31                                        | 5                                         | 31                                        | ▲25                                       |
| 6T                                        | Jean-Julien Rojer (NED)                   | 5.230                                     | 25                                        | 38                                        | 5                                         | 38                                        | ▲32                                       |
| 8                                         | Nikola Mektić (CRO)                       | 5.120                                     | 24                                        | 2                                         | 2                                         | 13                                        | ▼6                                        |
| 9                                         | Ivan Dodig (CRO)                          | 4.210                                     | 28                                        | 12                                        | 8                                         | 32                                        | ▲3                                        |
| 10                                        | Austin Krajicek (USA)                     | 4.205                                     | 30                                        | 40                                        | 9                                         | 46                                        | ▲30                                       |
| 11                                        | Harri Heliövaara (FIN)                    | 4.035                                     | 30                                        | 65                                        | 11                                        | 64                                        | ▲54                                       |
| 12                                        | Lloyd Glasspool (GBR)                     | 3.955                                     | 30                                        | 80                                        | 12                                        | 78                                        | ▲68                                       |
| 13                                        | Nick Kyrgios (AUS)                        | 3.940                                     | 11                                        | 231                                       | 11                                        | 262                                       | ▲218                                      |
| 14                                        | Horacio Zeballos (ARG)                    | 3.710                                     | 21                                        | 6                                         | 3                                         | 14                                        | ▼8                                        |
| 15                                        | Thanasi Kokkinakis (AUS)                  | 3.620                                     | 12                                        | 429                                       | 15                                        | 434                                       | ▲414                                      |
| 16                                        | Michael Venus (NZL)                       | 3.590                                     | 23                                        | 15                                        | 6                                         | 16                                        | ▼1                                        |
| 17                                        | Marcel Granollers (ESP)                   | 3.560                                     | 19                                        | 7                                         | 4                                         | 17                                        | ▼10                                       |
| 18                                        | Tim Pütz (GER)                            | 3.485                                     | 19                                        | 18                                        | 7                                         | 18                                        | ▬                                         |
| 19                                        | Rohan Bopanna (IND)                       | 3.420                                     | 28                                        | 43                                        | 17                                        | 44                                        | ▲24                                       |
| 20                                        | John Isner (USA)                          | 3.320                                     | 8                                         | 203                                       | 14                                        | 206                                       | ▲183                                      |

## Distribuția punctelor
Punctele se acordă după cum urmează:
| Categorie                       | C                       | F                                  | SF                                 | QF | R16 | R32 | R64 | R128 | Q | Q3 | Q2 | Q1 |
| Grand Slam (128S)               | 2000                    | 1200                               | 720                                | 360 | 180 | 90 | 45 | 10 | 25 | 16 | 8 | 0 |
| Grand Slam (64D)                | 2000                    | 1200                               | 720                                | 360 | 180 | 90 | 0 | – | 25 | – | 0 | 0 |
| ATP Finals (8S/8D)              | 1500 (max) 1100 (min)   | 1000 (max) 600 (min)               | 600 (max) 200 (min)                | 200 pentru fiecare victorie în meciul round robin, +400 pentru o victorie în semifinală, +500 pentru victoria finală. | 200 pentru fiecare victorie în meciul round robin, +400 pentru o victorie în semifinală, +500 pentru victoria finală. | 200 pentru fiecare victorie în meciul round robin, +400 pentru o victorie în semifinală, +500 pentru victoria finală. | 200 pentru fiecare victorie în meciul round robin, +400 pentru o victorie în semifinală, +500 pentru victoria finală. | 200 pentru fiecare victorie în meciul round robin, +400 pentru o victorie în semifinală, +500 pentru victoria finală. | 200 pentru fiecare victorie în meciul round robin, +400 pentru o victorie în semifinală, +500 pentru victoria finală. | 200 pentru fiecare victorie în meciul round robin, +400 pentru o victorie în semifinală, +500 pentru victoria finală. | 200 pentru fiecare victorie în meciul round robin, +400 pentru o victorie în semifinală, +500 pentru victoria finală. | 200 pentru fiecare victorie în meciul round robin, +400 pentru o victorie în semifinală, +500 pentru victoria finală. |
| ATP Tour Masters 1000 (96S)     | 1000                    | 600                                | 360                                | 180 | 90 | 45 | 25 | 10 | 16 | – | 8 | 0 |
| ATP Tour Masters 1000 (56S/48S) | 1000                    | 600                                | 360                                | 180 | 90 | 45 | 10 | – | 25 | – | 16 | 0 |
| ATP Tour Masters 1000 (32D)     | 1000                    | 600                                | 360                                | 180 | 90 | 0 | – | – | – | – | – | – |
| Jocurile Olimpice (64S)         | –                       | –                                  | –                                  | – | – | – | – | – | – | – | – | – |
| ATP Tour 500 (48S)              | 500                     | 300                                | 180                                | 90 | 45 | 20 | 0 | – | 10 | – | 4 | 0 |
| ATP Tour 500 (32S)              | 500                     | 300                                | 180                                | 90 | 45 | 0 | – | – | 20 | – | 10 | 0 |
| ATP Tour 500 (16D)              | 500                     | 300                                | 180                                | 90 | 0 | – | – | – | 45 | – | 25 | 0 |
| ATP Tour 250 (56S/48S)          | 250                     | 150                                | 90                                 | 45 | 20 | 10 | 0 | – | 5 | – | 3 | 0 |
| ATP Tour 250 (32S/28S)          | 250                     | 150                                | 90                                 | 45 | 20 | 0 | – | – | 12 | – | 6 | 0 |
| ATP Tour 250 (16D)              | 250                     | 150                                | 90                                 | 45 | 0 | – | – | – | – | – | – | – |
| Cupa ATP                        | S 500 (max) D 250 (max) | Pentru detalii, vezi Cupa ATP 2022 | Pentru detalii, vezi Cupa ATP 2022 | Pentru detalii, vezi Cupa ATP 2022                                                                                    | Pentru detalii, vezi Cupa ATP 2022                                                                                    | Pentru detalii, vezi Cupa ATP 2022                                                                                    | Pentru detalii, vezi Cupa ATP 2022                                                                                    | Pentru detalii, vezi Cupa ATP 2022                                                                                    | Pentru detalii, vezi Cupa ATP 2022                                                                                    | Pentru detalii, vezi Cupa ATP 2022                                                                                    | Pentru detalii, vezi Cupa ATP 2022                                                                                    | Pentru detalii, vezi Cupa ATP 2022                                                                                    |

## Cele mai mari premii în bani în 2022
| Premii în US$ la data de 21 noiembrie 2022 | Premii în US$ la data de 21 noiembrie 2022 | Premii în US$ la data de 21 noiembrie 2022 | Premii în US$ la data de 21 noiembrie 2022 | Premii în US$ la data de 21 noiembrie 2022 |
| #                                          | Jucător                                    | Simplu                                     | Dublu                                      | Total în 2022                              |
| ------------------------------------------ | ------------------------------------------ | ------------------------------------------ | ------------------------------------------ | ------------------------------------------ |
| 1                                          | Novak Djokovic (SRB)                       | $9,934,582                                 | $0                                         | $9,934,582                                 |
| 2                                          | Carlos Alcaraz (ESP)                       | $7,627,613                                 | $27,517                                    | $7,655,130                                 |
| 3                                          | Rafael Nadal (ESP)                         | $7,440,806                                 | $1,270                                     | $7,442,076                                 |
| 4                                          | Casper Ruud (NOR)                          | $6,930,042                                 | $12,274                                    | $6,942,316                                 |
| 5                                          | Stefanos Tsitsipas (GRE)                   | $5,479,442                                 | $168,974                                   | $5,648,416                                 |
| 6                                          | Taylor Fritz (USA)                         | $4,489,807                                 | $80,674                                    | $4,570,481                                 |
| 7                                          | Andrei Rubliov (RUS)                       | $4,106,247                                 | $123,707                                   | $4,229,954                                 |
| 8                                          | Félix Auger-Aliassime (CAN)                | $4,107,342                                 | $78,700                                    | $4,186,042                                 |
| 9                                          | Daniil Medvedev (RUS)                      | $4,146,312                                 | $32,212                                    | $4,178,524                                 |
| 10                                         | Nick Kyrgios (AUS)                         | $2,916,349                                 | $574,115                                   | $3,490,464                                 |

## Retrageri
Mai jos sunt enumerați jucătorii notabili (câștigători ai unui titlu de turneu principal și/sau parte a Top 100 din clasamentul ATP la simplu sau primii 100 la dublu, timp de cel puțin o săptămână) care și-au anunțat retragerea din tenisul profesionist, au devenit inactivi (după ce nu au jucat mai mult de 52 de săptămâni) sau au fost interziși definitiv să joace, în sezonul 2022: 

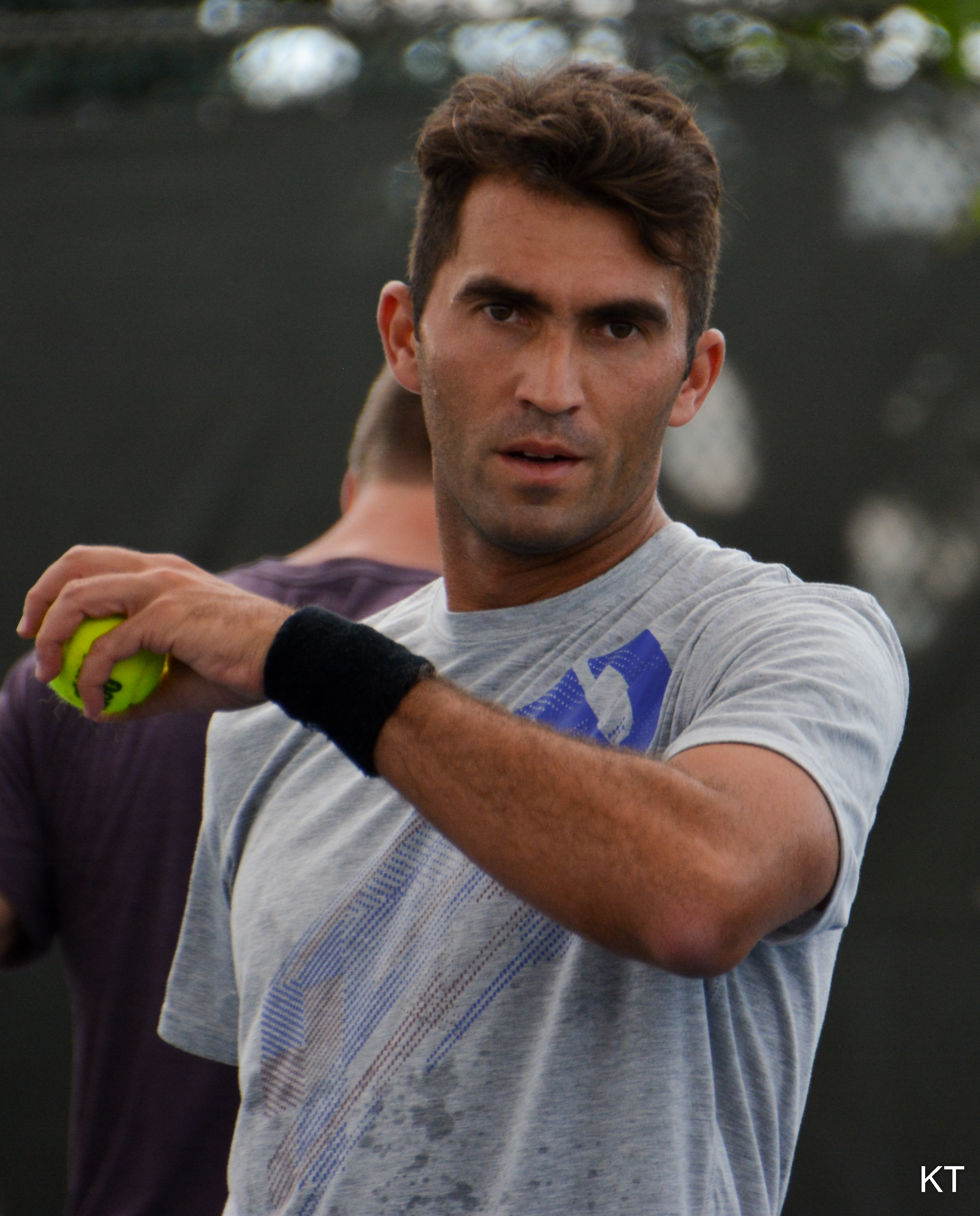
Horia Tecău

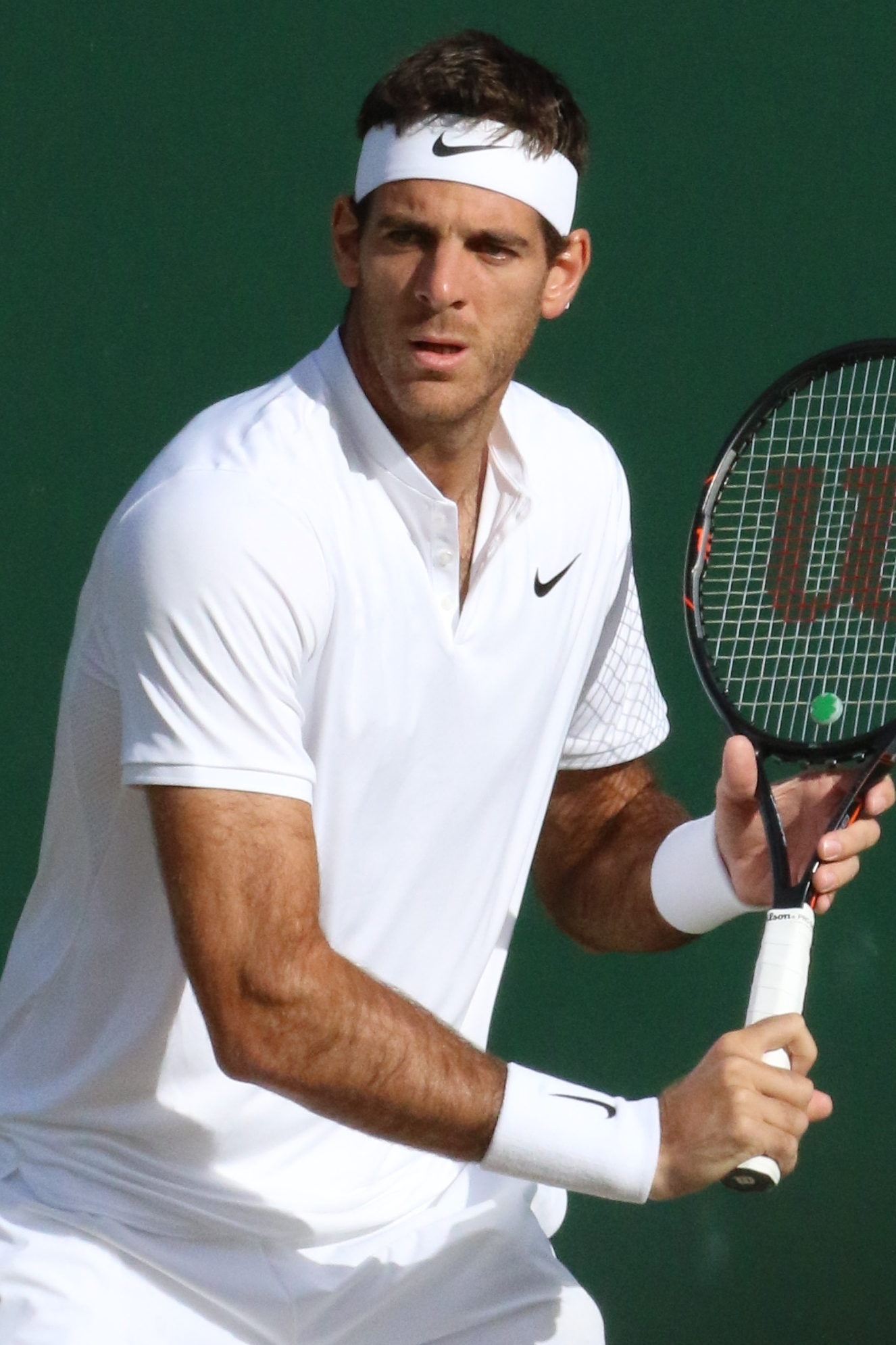
Juan Martín del Potro

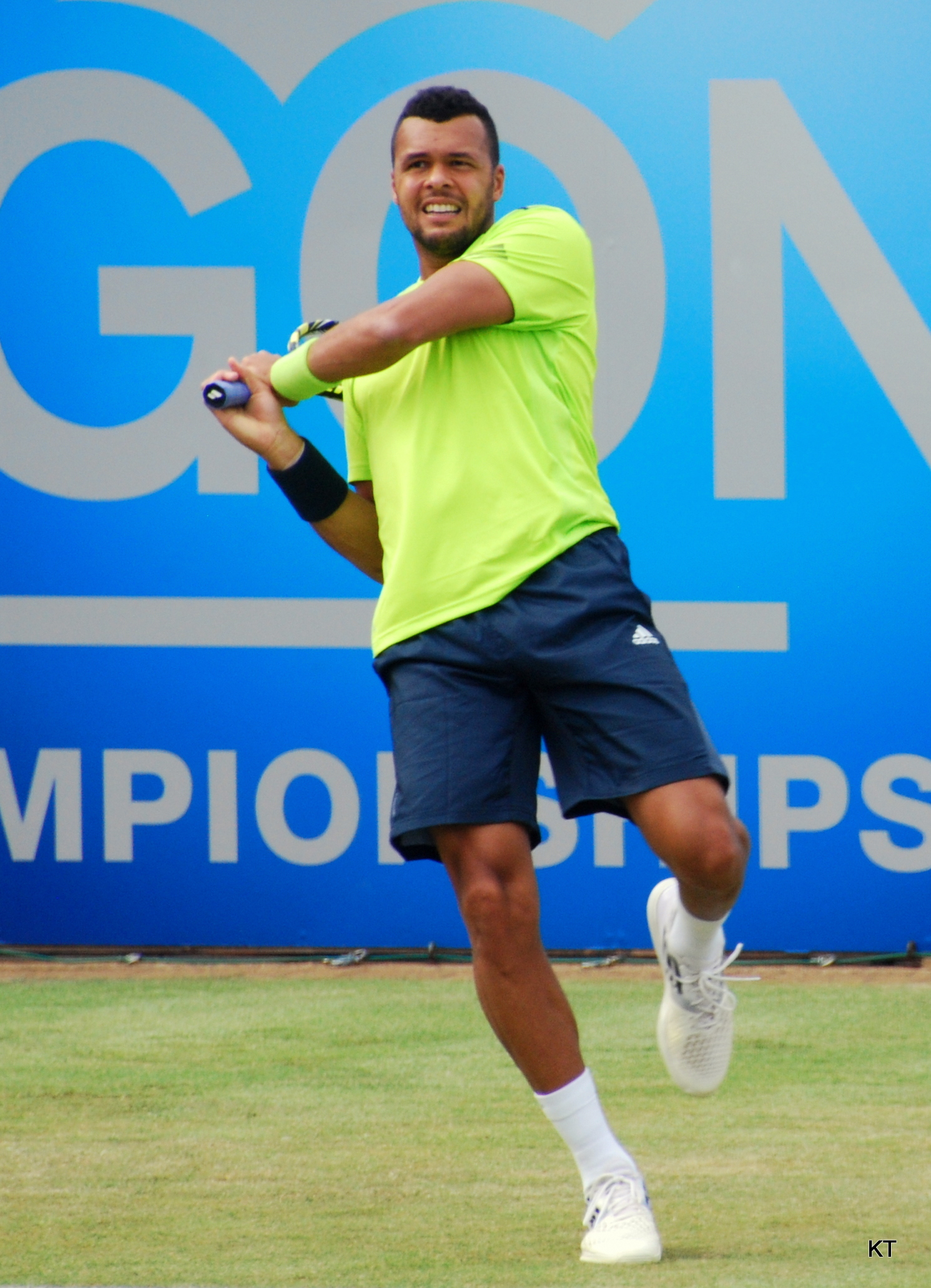
Jo-Wilfried Tsonga

- Kevin Anderson (n. 18 mai 1986, Johannesburg, Africa de Sud). Anderson a fost clasat pe locul 5 mondial, a câștigat șapte titluri de simplu în ATP Tour și a fost de două ori un finalist de Grand Slam: la US Open 2017 și Wimbledon 2018. El a jucat ultimul său meci profesionist ca lucky loser în prima rundă la Miami Open, unde a pierdut în trei seturi în fața lui Juan Manuel Cerúndolo.[12][13]

- Juan Martín del Potro (n. 23 septembrie 1988, Tandil, Argentina) s-a alăturat turneului profesionist în 2005 și a ajuns pe locul 3 la simplu și nr. 105 la dublu la 25 mai 2009. A câștigat 22 de titluri la simplu, inclusiv un titlu de Grand Slam, în 2009. De asemenea, a câștigat 2 medalii la Jocurile Olimpice (bronz în 2012 și argint în 2016) și un titlu de Masters 1000 la Indian Wells Masters 2018. A condus Argentina la primul său titlu de Cupa Davis în 2016. După o carieră afectată de multiple accidentări, Del Potro a jucat ultimul său meci profesionist la Argentina Open 2022,[14] unde a pierdut în fața colegelui argentinian Federico Delbonis.

- Rogério Dutra Silva (n. 3 februarie 1984, São Paulo, Brazilia) s-a alăturat turneului profesionist în 2003 și a ajuns pe locul 63 în cariera la simplu, în iulie 2017 și pe locul 84 la dublu, în februarie 2018. A câștigat un titlu la dublu. A jucat ultimul său meci la Rio Open 2022 – Dublu.[15]

- Alejandro González (n.  7 februarie 1989, Medellín, Columbia),  s-a alăturat turneului profesionist în 2010 și a ajuns pe locul 70 la simplu, în iunie 2014 și locul 177 la dublu, în august 2010. A jucat ultimul său meci la Pereira Challenger 2022.

- Marc Lopez (n. 31 iulie 1982, Barcelona, Spania) s-a alăturat turneului profesionist în 1999 și a ajuns pe locul 106 la simplu, în mai 2004 și nr. 3 la dublu, în ianuarie 2013. A câștigat 14 titluri la dublu, inclusiv French Open 2016. A câștigat o medalie de aur pentru Spania la dublu la Jocurile Olimpice din 2016. Ultima sa apariție a avut loc la Barcelona Open, unde el și partenerul său Feliciano López au învins echipa nr. 1 mondială, formată din Joe Salisbury și Rajeev Ram.[16][17] Cu toate acestea, a primit apoi un wildcard pentru Madrid Masters, însă s-a retras în sferturi de finală.

- Yannick Maden (n. 28 octombrie 1989, Stuttgart, Germania) s-a alăturat turneului profesionist în 2013 și a ajuns pe locul 96 la simplu, în iunie 2019. A jucat ultimul său meci la Lille Challenger în martie 2022.[18]

- David Marrero (n. 8 aprilie 1980, Las Palmas, Spania) s-a alăturat turneului profesionist în 2001, și a ajuns pe locul 5 mondial la dublu, la 5 noiembrie 2013. A câștigat 14 titluri la dublu. S-a retras la Barcelona Open 2022, unde a jucat ultimul său meci ca profesionist.[19]

- Tommy Robredo (n. 1 mai 1982, Hostalric, Spania) s-a alăturat turneului profesionist în 1998 și a ajuns pe locul 5 la simplu, în august 2006 și nr. 16 la dublu, în aprilie 2009. La simplu, a câștigat douăsprezece titluri, inclusiv Hamburg Masters din 2006. De asemenea, a câștigat de trei ori Cupa Davis (în 2004, 2008 și 2009).

- Gilles Simon (n. 27 decembrie 1984, Nice, Franța) -a alăturat turneului profesionist în 2002 și a ajuns pe locul 6 la simplu, în ianuarie 2009. A câștigat 14 titluri la simplu și a ajuns în finala Masters-ului de la Madrid în 2008 (a pierdut în fața Andy Murray) și la Shanghai Masters în 2014 (a pierdut în fața lui Roger Federer). El plănuiește să se retragă la sfârșitul sezonului.[20]

- Sergiy Stakhovsky (n. 6 ianuarie 1986, Kiev, Ucraina) : Stakhovsky s-a alăturat turneului profesionist în 2003 și a ajuns pe locul 31 în cariera la simplu, în septembrie 2010 și pe locul 33 la dublu, în iunie 2011. A câștigat 4 titluri la simplu și 4 titluri la dublu. El a jucat ultimul său meci la tragerea la sorți de calificare la Australian Open.

- Horia Tecău  (n.  19 ianuarie 1985, România) s-a alăturat turneului profesionist în 2003 și a ajuns pe locul 2 la dublu  în noiembrie 2015. A câștigat 38 de titluri la dublu și a fost finalist în alte 24 de finale. A câștigat Wimbledon 2015  și US Open 2017, ambele alături de olandezul Jean-Julien Rojer, precum și trofeul la Turneul Campionilor din 2015, tot alături de Rojer. A câștigat medalia de argint la Jocurile Olimpice de la Rio din 2016, alături de compatriotul său Florin Mergea, precum și un titlu la dublu mixt la Australian Open, alături de americanca Bethanie Mattek-Sands. Tecău a jucat ultimul meci la finalele ATP din 2021 înainte de a se retrage la 18 noiembrie 2021.[21][22][23] Cu toate acestea, și-a amânat retragerea când a fost chemat pentru a juca la dublu în Cupa Davis 2022 cu Marius Copil, unde au câștigat meciul împotriva Spaniei.[24]

- Jo-Wilfried Tsonga (n. 17 aprilie 1985, Franța) s-a alăturat turneului profesionist în 2004 și a ajuns pe locul 5 în cariera la simplu, în februarie 2012 și pe locul 33 la dublu, în octombrie 2009. Plănuiește să se retragă după turneul final de la French Open 2022.[25]